# Lista de asteroides (418001-419000)
Esta é uma lista parcial de asteroides, do asteroide número 418001 até o 419000, inclusive. Veja também o índice com todas as listas disponíveis.

| Objeto Próximos à Terra | Cinturão de asteroides (interno) | Cinturão de asteroides (externo) | Centauro       |
| Cruzador de Marte       | Cinturão de asteroides (meio)    | Troianos de Júpiter              | Transnetuniano |

Veja mais dados de cada asteroide na ligação externa para o Minor Planet Center na última coluna.
Índice: 418001... 418101... 418201... 418301... 418401... 418501... 418601... 418701... 418801... 418901... 

## 418001–418100
| Designação | Designação | Descoberta  | Descoberta       | Descobridor(es)     | Categoria | Mais informações / Referência |
| Permanente | Provisória | Data        | Local            | Descobridor(es)     | Categoria | Mais informações / Referência |
| ---------- | ---------- | ----------- | ---------------- | ------------------- | --------- | ----------------------------- |
| 418001     | 2007 TB405 | 7 out 2007  | Kitt Peak        | Spacewatch          | —         | MPC                           |
| 418002     | 2007 TR418 | 8 out 2007  | Kitt Peak        | Spacewatch          | —         | MPC                           |
| 418003     | 2007 TC429 | 12 out 2007 | Kitt Peak        | Spacewatch          | —         | MPC                           |
| 418004     | 2007 TM433 | 10 out 2007 | Catalina         | CSS                 | —         | MPC                           |
| 418005     | 2007 TA443 | 11 out 2007 | Catalina         | CSS                 | —         | MPC                           |
| 418006     | 2007 TE446 | 8 out 2007  | Anderson Mesa    | LONEOS              | —         | MPC                           |
| 418007     | 2007 TN446 | 9 out 2007  | Mount Lemmon     | Mount Lemmon Survey | —         | MPC                           |
| 418008     | 2007 TW450 | 13 out 2007 | Socorro          | LINEAR              | —         | MPC                           |
| 418009     | 2007 TD451 | 14 out 2007 | Mount Lemmon     | Mount Lemmon Survey | —         | MPC                           |
| 418010     | 2007 TH451 | 15 out 2007 | Mount Lemmon     | Mount Lemmon Survey | —         | MPC                           |
| 418011     | 2007 TC452 | 14 out 2007 | Socorro          | LINEAR              | —         | MPC                           |
| 418012     | 2007 UZ2   | 16 out 2007 | 7300 Observatory | W. K. Y. Yeung      | —         | MPC                           |
| 418013     | 2007 UG4   | 18 out 2007 | Socorro          | LINEAR              | —         | MPC                           |
| 418014     | 2007 UZ6   | 14 set 2007 | Mount Lemmon     | Mount Lemmon Survey | —         | MPC                           |
| 418015     | 2007 UN24  | 15 set 2007 | Mount Lemmon     | Mount Lemmon Survey | —         | MPC                           |
| 418016     | 2007 UG34  | 9 out 2007  | Catalina         | CSS                 | —         | MPC                           |
| 418017     | 2007 UQ42  | 16 out 2007 | Mount Lemmon     | Mount Lemmon Survey | —         | MPC                           |
| 418018     | 2007 UP43  | 8 set 2007  | Mount Lemmon     | Mount Lemmon Survey | —         | MPC                           |
| 418019     | 2007 UA52  | 24 out 2007 | Mount Lemmon     | Mount Lemmon Survey | —         | MPC                           |
| 418020     | 2007 UP58  | 30 out 2007 | Catalina         | CSS                 | —         | MPC                           |
| 418021     | 2007 UV60  | 30 out 2007 | Mount Lemmon     | Mount Lemmon Survey | —         | MPC                           |
| 418022     | 2007 UW75  | 11 out 2007 | Kitt Peak        | Spacewatch          | —         | MPC                           |
| 418023     | 2007 UF78  | 17 out 2007 | Mount Lemmon     | Mount Lemmon Survey | —         | MPC                           |
| 418024     | 2007 UF84  | 30 out 2007 | Kitt Peak        | Spacewatch          | Mitidika  | MPC                           |
| 418025     | 2007 UZ87  | 30 out 2007 | Kitt Peak        | Spacewatch          | —         | MPC                           |
| 418026     | 2007 UP94  | 31 out 2007 | Mount Lemmon     | Mount Lemmon Survey | —         | MPC                           |
| 418027     | 2007 UL98  | 30 out 2007 | Kitt Peak        | Spacewatch          | —         | MPC                           |
| 418028     | 2007 UG102 | 30 out 2007 | Kitt Peak        | Spacewatch          | —         | MPC                           |
| 418029     | 2007 UB104 | 30 out 2007 | Kitt Peak        | Spacewatch          | —         | MPC                           |
| 418030     | 2007 UK115 | 31 out 2007 | Kitt Peak        | Spacewatch          | —         | MPC                           |
| 418031     | 2007 UW118 | 16 out 2007 | Mount Lemmon     | Mount Lemmon Survey | —         | MPC                           |
| 418032     | 2007 UQ119 | 30 out 2007 | Mount Lemmon     | Mount Lemmon Survey | —         | MPC                           |
| 418033     | 2007 UV134 | 30 out 2007 | Kitt Peak        | Spacewatch          | —         | MPC                           |
| 418034     | 2007 VH    | 1 nov 2007  | Calvin-Rehoboth  | L. A. Molnar        | —         | MPC                           |
| 418035     | 2007 VD9   | 2 nov 2007  | Mount Lemmon     | Mount Lemmon Survey | —         | MPC                           |
| 418036     | 2007 VO12  | 9 out 2007  | Kitt Peak        | Spacewatch          | —         | MPC                           |
| 418037     | 2007 VV17  | 1 nov 2007  | Mount Lemmon     | Mount Lemmon Survey | —         | MPC                           |
| 418038     | 2007 VE22  | 25 set 2000 | Kitt Peak        | Spacewatch          | —         | MPC                           |
| 418039     | 2007 VG26  | 2 nov 2007  | Mount Lemmon     | Mount Lemmon Survey | —         | MPC                           |
| 418040     | 2007 VM61  | 1 nov 2007  | Kitt Peak        | Spacewatch          | —         | MPC                           |
| 418041     | 2007 VL75  | 20 out 2007 | Kitt Peak        | Spacewatch          | —         | MPC                           |
| 418042     | 2007 VU78  | 3 nov 2007  | Kitt Peak        | Spacewatch          | —         | MPC                           |
| 418043     | 2007 VF83  | 16 out 2007 | Kitt Peak        | Spacewatch          | —         | MPC                           |
| 418044     | 2007 VV95  | 9 set 2007  | Mount Lemmon     | Mount Lemmon Survey | —         | MPC                           |
| 418045     | 2007 VL96  | 26 set 2007 | Mount Lemmon     | Mount Lemmon Survey | —         | MPC                           |
| 418046     | 2007 VV106 | 3 nov 2007  | Kitt Peak        | Spacewatch          | —         | MPC                           |
| 418047     | 2007 VU107 | 3 nov 2007  | Kitt Peak        | Spacewatch          | —         | MPC                           |
| 418048     | 2007 VW111 | 3 nov 2007  | Kitt Peak        | Spacewatch          | —         | MPC                           |
| 418049     | 2007 VX115 | 20 out 2007 | Mount Lemmon     | Mount Lemmon Survey | —         | MPC                           |
| 418050     | 2007 VL121 | 5 nov 2007  | Kitt Peak        | Spacewatch          | —         | MPC                           |
| 418051     | 2007 VQ127 | 14 mar 2005 | Mount Lemmon     | Mount Lemmon Survey | —         | MPC                           |
| 418052     | 2007 VC136 | 4 nov 2007  | Mount Lemmon     | Mount Lemmon Survey | —         | MPC                           |
| 418053     | 2007 VV141 | 4 nov 2007  | Kitt Peak        | Spacewatch          | —         | MPC                           |
| 418054     | 2007 VS142 | 18 set 2007 | Mount Lemmon     | Mount Lemmon Survey | —         | MPC                           |
| 418055     | 2007 VP152 | 2 nov 2007  | Kitt Peak        | Spacewatch          | —         | MPC                           |
| 418056     | 2007 VU154 | 5 nov 2007  | Kitt Peak        | Spacewatch          | —         | MPC                           |
| 418057     | 2007 VS159 | 5 nov 2007  | Kitt Peak        | Spacewatch          | —         | MPC                           |
| 418058     | 2007 VC162 | 5 nov 2007  | Kitt Peak        | Spacewatch          | —         | MPC                           |
| 418059     | 2007 VB164 | 5 nov 2007  | Kitt Peak        | Spacewatch          | —         | MPC                           |
| 418060     | 2007 VD168 | 5 nov 2007  | Kitt Peak        | Spacewatch          | —         | MPC                           |
| 418061     | 2007 VE181 | 10 out 2007 | Kitt Peak        | Spacewatch          | —         | MPC                           |
| 418062     | 2007 VA189 | 4 nov 2007  | Kitt Peak        | Spacewatch          | —         | MPC                           |
| 418063     | 2007 VE190 | 21 out 2007 | Mount Lemmon     | Mount Lemmon Survey | —         | MPC                           |
| 418064     | 2007 VQ192 | 28 nov 2003 | Kitt Peak        | Spacewatch          | —         | MPC                           |
| 418065     | 2007 VO194 | 5 nov 2007  | Mount Lemmon     | Mount Lemmon Survey | —         | MPC                           |
| 418066     | 2007 VX197 | 8 nov 2007  | Mount Lemmon     | Mount Lemmon Survey | —         | MPC                           |
| 418067     | 2007 VJ199 | 9 nov 2007  | Mount Lemmon     | Mount Lemmon Survey | —         | MPC                           |
| 418068     | 2007 VY200 | 9 nov 2007  | Mount Lemmon     | Mount Lemmon Survey | —         | MPC                           |
| 418069     | 2007 VP210 | 9 nov 2007  | Kitt Peak        | Spacewatch          | —         | MPC                           |
| 418070     | 2007 VL216 | 9 nov 2007  | Kitt Peak        | Spacewatch          | —         | MPC                           |
| 418071     | 2007 VH221 | 5 nov 2007  | Kitt Peak        | Spacewatch          | —         | MPC                           |
| 418072     | 2007 VU221 | 12 nov 2007 | Dauban           | Chante-Perdrix Obs. | —         | MPC                           |
| 418073     | 2007 VT226 | 9 out 2007  | Catalina         | CSS                 | —         | MPC                           |
| 418074     | 2007 VT235 | 1 nov 2007  | Kitt Peak        | Spacewatch          | —         | MPC                           |
| 418075     | 2007 VW238 | 13 nov 2007 | Kitt Peak        | Spacewatch          | —         | MPC                           |
| 418076     | 2007 VX251 | 12 nov 2007 | Catalina         | CSS                 | —         | MPC                           |
| 418077     | 2007 VQ269 | 12 nov 2007 | Socorro          | LINEAR              | —         | MPC                           |
| 418078     | 2007 VB280 | 14 nov 2007 | Kitt Peak        | Spacewatch          | —         | MPC                           |
| 418079     | 2007 VZ283 | 14 nov 2007 | Kitt Peak        | Spacewatch          | —         | MPC                           |
| 418080     | 2007 VL285 | 14 nov 2007 | Kitt Peak        | Spacewatch          | —         | MPC                           |
| 418081     | 2007 VW293 | 13 nov 2007 | Kitt Peak        | Spacewatch          | —         | MPC                           |
| 418082     | 2007 VK307 | 3 nov 2007  | Kitt Peak        | Spacewatch          | —         | MPC                           |
| 418083     | 2007 VV307 | 4 nov 2007  | Kitt Peak        | Spacewatch          | —         | MPC                           |
| 418084     | 2007 VR310 | 11 nov 2007 | Mount Lemmon     | Mount Lemmon Survey | —         | MPC                           |
| 418085     | 2007 VC311 | 9 nov 2007  | Mount Lemmon     | Mount Lemmon Survey | Juno      | MPC                           |
| 418086     | 2007 VN312 | 2 nov 2007  | Mount Lemmon     | Mount Lemmon Survey | —         | MPC                           |
| 418087     | 2007 VP323 | 4 nov 2007  | Kitt Peak        | Spacewatch          | —         | MPC                           |
| 418088     | 2007 VN326 | 4 nov 2007  | Kitt Peak        | Spacewatch          | —         | MPC                           |
| 418089     | 2007 VT327 | 8 nov 2007  | Socorro          | LINEAR              | —         | MPC                           |
| 418090     | 2007 VB328 | 8 nov 2007  | Socorro          | LINEAR              | —         | MPC                           |
| 418091     | 2007 VA333 | 9 nov 2007  | Kitt Peak        | Spacewatch          | —         | MPC                           |
| 418092     | 2007 VD333 | 9 nov 2007  | Kitt Peak        | Spacewatch          | —         | MPC                           |
| 418093     | 2007 VH334 | 14 set 2007 | Mount Lemmon     | Mount Lemmon Survey | —         | MPC                           |
| 418094     | 2007 WV4   | 19 nov 2007 | Kitt Peak        | Spacewatch          | —         | MPC                           |
| 418095     | 2007 WN6   | 17 nov 2007 | Socorro          | LINEAR              | —         | MPC                           |
| 418096     | 2007 WN8   | 4 nov 2007  | Kitt Peak        | Spacewatch          | —         | MPC                           |
| 418097     | 2007 WB34  | 4 nov 2007  | Kitt Peak        | Spacewatch          | —         | MPC                           |
| 418098     | 2007 WC58  | 19 nov 2007 | Mount Lemmon     | Mount Lemmon Survey | —         | MPC                           |
| 418099     | 2007 WS60  | 9 fev 2005  | Kitt Peak        | Spacewatch          | —         | MPC                           |
| 418100     | 2007 WZ61  | 17 nov 2007 | Kitt Peak        | Spacewatch          | —         | MPC                           |

## 418101–418200
| Designação | Designação | Descoberta  | Descoberta    | Descobridor(es)     | Categoria | Mais informações / Referência |
| Permanente | Provisória | Data        | Local         | Descobridor(es)     | Categoria | Mais informações / Referência |
| ---------- | ---------- | ----------- | ------------- | ------------------- | --------- | ----------------------------- |
| 418101     | 2007 WG63  | 20 nov 2007 | Socorro       | LINEAR              | —         | MPC                           |
| 418102     | 2007 XZ3   | 3 dez 2007  | Kitt Peak     | Spacewatch          | —         | MPC                           |
| 418103     | 2007 XB12  | 4 dez 2007  | Kitt Peak     | Spacewatch          | —         | MPC                           |
| 418104     | 2007 XP16  | 7 nov 2007  | Kitt Peak     | Spacewatch          | —         | MPC                           |
| 418105     | 2007 XJ25  | 15 dez 2007 | La Sagra      | Mallorca Obs.       | —         | MPC                           |
| 418106     | 2007 XV27  | 14 dez 2007 | Catalina      | CSS                 | —         | MPC                           |
| 418107     | 2007 XC43  | 5 dez 2007  | Kitt Peak     | Spacewatch          | —         | MPC                           |
| 418108     | 2007 XS50  | 6 dez 2007  | Mount Lemmon  | Mount Lemmon Survey | —         | MPC                           |
| 418109     | 2007 XV56  | 4 dez 2007  | Kitt Peak     | Spacewatch          | —         | MPC                           |
| 418110     | 2007 XY58  | 14 dez 2007 | Mount Lemmon  | Mount Lemmon Survey | —         | MPC                           |
| 418111     | 2007 YD2   | 18 dez 2007 | Catalina      | CSS                 | —         | MPC                           |
| 418112     | 2007 YU4   | 16 dez 2007 | Kitt Peak     | Spacewatch          | —         | MPC                           |
| 418113     | 2007 YN11  | 17 dez 2007 | Mount Lemmon  | Mount Lemmon Survey | —         | MPC                           |
| 418114     | 2007 YT12  | 17 dez 2007 | Mount Lemmon  | Mount Lemmon Survey | —         | MPC                           |
| 418115     | 2007 YA13  | 17 dez 2007 | Mount Lemmon  | Mount Lemmon Survey | —         | MPC                           |
| 418116     | 2007 YU16  | 4 dez 2007  | Kitt Peak     | Spacewatch          | —         | MPC                           |
| 418117     | 2007 YJ31  | 28 dez 2007 | Kitt Peak     | Spacewatch          | —         | MPC                           |
| 418118     | 2007 YM32  | 28 dez 2007 | Kitt Peak     | Spacewatch          | —         | MPC                           |
| 418119     | 2007 YN35  | 18 nov 2007 | Mount Lemmon  | Mount Lemmon Survey | —         | MPC                           |
| 418120     | 2007 YO37  | 17 dez 2007 | Kitt Peak     | Spacewatch          | —         | MPC                           |
| 418121     | 2007 YH40  | 30 dez 2007 | Kitt Peak     | Spacewatch          | —         | MPC                           |
| 418122     | 2007 YQ42  | 30 dez 2007 | Catalina      | CSS                 | —         | MPC                           |
| 418123     | 2007 YY47  | 15 dez 2007 | Kitt Peak     | Spacewatch          | —         | MPC                           |
| 418124     | 2007 YD58  | 14 dez 2007 | Mount Lemmon  | Mount Lemmon Survey | Flora     | MPC                           |
| 418125     | 2007 YW61  | 31 dez 2007 | Mount Lemmon  | Mount Lemmon Survey | —         | MPC                           |
| 418126     | 2007 YD64  | 30 dez 2007 | Mount Lemmon  | Mount Lemmon Survey | —         | MPC                           |
| 418127     | 2007 YK64  | 16 dez 2007 | Kitt Peak     | Spacewatch          | —         | MPC                           |
| 418128     | 2007 YY64  | 30 dez 2007 | Mount Lemmon  | Mount Lemmon Survey | —         | MPC                           |
| 418129     | 2007 YE69  | 27 out 2003 | Kitt Peak     | Spacewatch          | —         | MPC                           |
| 418130     | 2007 YO73  | 30 dez 2007 | Mount Lemmon  | Mount Lemmon Survey | Erigone   | MPC                           |
| 418131     | 2008 AR9   | 31 dez 2007 | Kitt Peak     | Spacewatch          | —         | MPC                           |
| 418132     | 2008 AY13  | 10 jan 2008 | Mount Lemmon  | Mount Lemmon Survey | —         | MPC                           |
| 418133     | 2008 AN25  | 10 jan 2008 | Mount Lemmon  | Mount Lemmon Survey | —         | MPC                           |
| 418134     | 2008 AB27  | 30 dez 2007 | Mount Lemmon  | Mount Lemmon Survey | —         | MPC                           |
| 418135     | 2008 AG33  | 12 jan 2008 | Mount Lemmon  | Mount Lemmon Survey | —         | MPC                           |
| 418136     | 2008 AN35  | 10 jan 2008 | Kitt Peak     | Spacewatch          | Mitidika  | MPC                           |
| 418137     | 2008 AY35  | 10 jan 2008 | Kitt Peak     | Spacewatch          | —         | MPC                           |
| 418138     | 2008 AK43  | 10 mar 2005 | Kitt Peak     | Spacewatch          | —         | MPC                           |
| 418139     | 2008 AC44  | 10 jan 2008 | Kitt Peak     | Spacewatch          | Mitidika  | MPC                           |
| 418140     | 2008 AG50  | 1 jan 2008  | Kitt Peak     | Spacewatch          | —         | MPC                           |
| 418141     | 2008 AR52  | 4 nov 2007  | Mount Lemmon  | Mount Lemmon Survey | —         | MPC                           |
| 418142     | 2008 AF59  | 11 jan 2008 | Kitt Peak     | Spacewatch          | Juno      | MPC                           |
| 418143     | 2008 AJ59  | 30 dez 2007 | Mount Lemmon  | Mount Lemmon Survey | —         | MPC                           |
| 418144     | 2008 AA60  | 11 jan 2008 | Catalina      | CSS                 | —         | MPC                           |
| 418145     | 2008 AA65  | 11 jan 2008 | Mount Lemmon  | Mount Lemmon Survey | —         | MPC                           |
| 418146     | 2008 AT67  | 11 jan 2008 | Kitt Peak     | Spacewatch          | —         | MPC                           |
| 418147     | 2008 AF72  | 31 dez 2007 | Kitt Peak     | Spacewatch          | —         | MPC                           |
| 418148     | 2008 AK78  | 31 dez 2007 | Mount Lemmon  | Mount Lemmon Survey | —         | MPC                           |
| 418149     | 2008 AR79  | 31 dez 2007 | Kitt Peak     | Spacewatch          | —         | MPC                           |
| 418150     | 2008 AL84  | 14 dez 2007 | Mount Lemmon  | Mount Lemmon Survey | —         | MPC                           |
| 418151     | 2008 AV85  | 13 jan 2008 | Kitt Peak     | Spacewatch          | —         | MPC                           |
| 418152     | 2008 AS86  | 11 jan 2008 | Kitt Peak     | Spacewatch          | —         | MPC                           |
| 418153     | 2008 AR90  | 13 jan 2008 | Kitt Peak     | Spacewatch          | —         | MPC                           |
| 418154     | 2008 AZ90  | 13 jan 2008 | Kitt Peak     | Spacewatch          | —         | MPC                           |
| 418155     | 2008 AS94  | 14 jan 2008 | Kitt Peak     | Spacewatch          | Mitidika  | MPC                           |
| 418156     | 2008 AW97  | 14 jan 2008 | Kitt Peak     | Spacewatch          | —         | MPC                           |
| 418157     | 2008 AH98  | 1 jan 2008  | Kitt Peak     | Spacewatch          | —         | MPC                           |
| 418158     | 2008 AR101 | 3 dez 2007  | Kitt Peak     | Spacewatch          | —         | MPC                           |
| 418159     | 2008 AB106 | 31 dez 2007 | Kitt Peak     | Spacewatch          | —         | MPC                           |
| 418160     | 2008 AK107 | 15 jan 2008 | Kitt Peak     | Spacewatch          | —         | MPC                           |
| 418161     | 2008 AU107 | 15 jan 2008 | Kitt Peak     | Spacewatch          | —         | MPC                           |
| 418162     | 2008 AY111 | 15 jan 2008 | Kitt Peak     | Spacewatch          | —         | MPC                           |
| 418163     | 2008 AR113 | 11 abr 2005 | Mount Lemmon  | Mount Lemmon Survey | —         | MPC                           |
| 418164     | 2008 AK115 | 10 jan 2008 | Mount Lemmon  | Mount Lemmon Survey | —         | MPC                           |
| 418165     | 2008 AW133 | 6 jan 2008  | Mauna Kea     | Mauna Kea Obs.      | Mitidika  | MPC                           |
| 418166     | 2008 AY137 | 11 jan 2008 | Mount Lemmon  | Mount Lemmon Survey | —         | MPC                           |
| 418167     | 2008 BA3   | 16 jan 2008 | Kitt Peak     | Spacewatch          | —         | MPC                           |
| 418168     | 2008 BA4   | 16 jan 2008 | Kitt Peak     | Spacewatch          | —         | MPC                           |
| 418169     | 2008 BF4   | 16 jan 2008 | Kitt Peak     | Spacewatch          | —         | MPC                           |
| 418170     | 2008 BD12  | 18 jan 2008 | Kitt Peak     | Spacewatch          | —         | MPC                           |
| 418171     | 2008 BD21  | 30 jan 2008 | Mount Lemmon  | Mount Lemmon Survey | —         | MPC                           |
| 418172     | 2008 BQ21  | 30 jan 2008 | Mount Lemmon  | Mount Lemmon Survey | Mitidika  | MPC                           |
| 418173     | 2008 BY21  | 30 jan 2008 | Kitt Peak     | Spacewatch          | —         | MPC                           |
| 418174     | 2008 BU22  | 19 nov 2007 | Kitt Peak     | Spacewatch          | —         | MPC                           |
| 418175     | 2008 BW27  | 30 jan 2008 | Catalina      | CSS                 | Mitidika  | MPC                           |
| 418176     | 2008 BU30  | 10 jan 2008 | Kitt Peak     | Spacewatch          | —         | MPC                           |
| 418177     | 2008 BX31  | 30 jan 2008 | Mount Lemmon  | Mount Lemmon Survey | Mitidika  | MPC                           |
| 418178     | 2008 BQ33  | 30 jan 2008 | Kitt Peak     | Spacewatch          | —         | MPC                           |
| 418179     | 2008 BP34  | 5 dez 2007  | Mount Lemmon  | Mount Lemmon Survey | —         | MPC                           |
| 418180     | 2008 BU34  | 30 jan 2008 | Mount Lemmon  | Mount Lemmon Survey | —         | MPC                           |
| 418181     | 2008 BD46  | 30 jan 2008 | Mount Lemmon  | Mount Lemmon Survey | —         | MPC                           |
| 418182     | 2008 BK51  | 16 jan 2008 | Kitt Peak     | Spacewatch          | —         | MPC                           |
| 418183     | 2008 CC2   | 3 fev 2008  | Mayhill       | A. Lowe             | —         | MPC                           |
| 418184     | 2008 CU4   | 2 fev 2008  | Catalina      | CSS                 | —         | MPC                           |
| 418185     | 2008 CP5   | 8 nov 2007  | Mount Lemmon  | Mount Lemmon Survey | —         | MPC                           |
| 418186     | 2008 CE8   | 11 jan 2008 | Mount Lemmon  | Mount Lemmon Survey | —         | MPC                           |
| 418187     | 2008 CH8   | 2 fev 2008  | Kitt Peak     | Spacewatch          | —         | MPC                           |
| 418188     | 2008 CS12  | 3 fev 2008  | Kitt Peak     | Spacewatch          | —         | MPC                           |
| 418189     | 2008 CN16  | 3 fev 2008  | Kitt Peak     | Spacewatch          | —         | MPC                           |
| 418190     | 2008 CO24  | 1 fev 2008  | Kitt Peak     | Spacewatch          | Mitidika  | MPC                           |
| 418191     | 2008 CF25  | 1 fev 2008  | Kitt Peak     | Spacewatch          | —         | MPC                           |
| 418192     | 2008 CH28  | 16 jan 2008 | Kitt Peak     | Spacewatch          | —         | MPC                           |
| 418193     | 2008 CV32  | 2 fev 2008  | Kitt Peak     | Spacewatch          | —         | MPC                           |
| 418194     | 2008 CX41  | 9 jan 2008  | Mount Lemmon  | Mount Lemmon Survey | —         | MPC                           |
| 418195     | 2008 CR43  | 2 fev 2008  | Kitt Peak     | Spacewatch          | —         | MPC                           |
| 418196     | 2008 CB56  | 29 dez 2003 | Kitt Peak     | Spacewatch          | —         | MPC                           |
| 418197     | 2008 CG59  | 7 fev 2008  | Mount Lemmon  | Mount Lemmon Survey | —         | MPC                           |
| 418198     | 2008 CN70  | 9 fev 2008  | Siding Spring | SSS                 | —         | MPC                           |
| 418199     | 2008 CY77  | 1 fev 2008  | Kitt Peak     | Spacewatch          | —         | MPC                           |
| 418200     | 2008 CB80  | 7 fev 2008  | Kitt Peak     | Spacewatch          | —         | MPC                           |

## 418201–418300
| Designação      | Designação | Descoberta  | Descoberta      | Descobridor(es)       | Categoria | Mais informações / Referência |
| Permanente      | Provisória | Data        | Local           | Descobridor(es)       | Categoria | Mais informações / Referência |
| --------------- | ---------- | ----------- | --------------- | --------------------- | --------- | ----------------------------- |
| 418201          | 2008 CZ88  | 7 fev 2008  | Mount Lemmon    | Mount Lemmon Survey   | —         | MPC                           |
| 418202          | 2008 CW92  | 8 fev 2008  | Kitt Peak       | Spacewatch            | —         | MPC                           |
| 418203          | 2008 CD102 | 21 ago 2006 | Kitt Peak       | Spacewatch            | —         | MPC                           |
| 418204          | 2008 CE110 | 9 fev 2008  | Kitt Peak       | Spacewatch            | —         | MPC                           |
| 418205          | 2008 CF122 | 13 jan 2008 | Kitt Peak       | Spacewatch            | —         | MPC                           |
| 418206          | 2008 CQ127 | 8 fev 2008  | Kitt Peak       | Spacewatch            | —         | MPC                           |
| 418207          | 2008 CY128 | 23 out 2003 | Kitt Peak       | Spacewatch            | —         | MPC                           |
| 418208          | 2008 CX129 | 8 fev 2008  | Kitt Peak       | Spacewatch            | —         | MPC                           |
| 418209          | 2008 CU139 | 1 fev 2008  | Kitt Peak       | Spacewatch            | —         | MPC                           |
| 418210          | 2008 CN147 | 9 fev 2008  | Kitt Peak       | Spacewatch            | —         | MPC                           |
| 418211          | 2008 CF154 | 9 fev 2008  | Kitt Peak       | Spacewatch            | —         | MPC                           |
| 418212          | 2008 CG158 | 9 fev 2008  | Kitt Peak       | Spacewatch            | —         | MPC                           |
| 418213          | 2008 CB159 | 13 nov 2007 | Mount Lemmon    | Mount Lemmon Survey   | —         | MPC                           |
| 418214          | 2008 CT159 | 9 fev 2008  | Kitt Peak       | Spacewatch            | —         | MPC                           |
| 418215          | 2008 CS160 | 28 jun 2001 | Kitt Peak       | Spacewatch            | —         | MPC                           |
| 418216          | 2008 CQ164 | 10 fev 2008 | Kitt Peak       | Spacewatch            | —         | MPC                           |
| 418217          | 2008 CO166 | 10 fev 2008 | Črni Vrh        | Črni Vrh              | —         | MPC                           |
| 418218          | 2008 CB170 | 11 jan 2008 | Mount Lemmon    | Mount Lemmon Survey   | —         | MPC                           |
| 418219          | 2008 CY170 | 12 fev 2008 | Mount Lemmon    | Mount Lemmon Survey   | —         | MPC                           |
| 418220 Kestutis | 2008 CL177 | 3 fev 2008  | Baldone         | K. Černis, I. Eglītis | —         | MPC                           |
| 418221          | 2008 CY181 | 11 fev 2008 | Mount Lemmon    | Mount Lemmon Survey   | —         | MPC                           |
| 418222          | 2008 CY186 | 2 fev 2008  | Catalina        | CSS                   | —         | MPC                           |
| 418223          | 2008 CN194 | 11 fev 2008 | Mount Lemmon    | Mount Lemmon Survey   | —         | MPC                           |
| 418224          | 2008 CY196 | 8 fev 2008  | Kitt Peak       | Spacewatch            | —         | MPC                           |
| 418225          | 2008 CJ203 | 10 fev 2008 | Mount Lemmon    | Mount Lemmon Survey   | —         | MPC                           |
| 418226          | 2008 CK203 | 11 dez 2006 | Kitt Peak       | Spacewatch            | —         | MPC                           |
| 418227          | 2008 CC204 | 14 fev 2008 | Mount Lemmon    | Mount Lemmon Survey   | —         | MPC                           |
| 418228          | 2008 CM207 | 13 fev 2008 | Mount Lemmon    | Mount Lemmon Survey   | —         | MPC                           |
| 418229          | 2008 CD208 | 8 fev 2008  | Kitt Peak       | Spacewatch            | —         | MPC                           |
| 418230          | 2008 CJ208 | 10 fev 2008 | Mount Lemmon    | Mount Lemmon Survey   | —         | MPC                           |
| 418231          | 2008 CR208 | 13 fev 2008 | Mount Lemmon    | Mount Lemmon Survey   | —         | MPC                           |
| 418232          | 2008 CA209 | 28 set 2003 | Kitt Peak       | Spacewatch            | —         | MPC                           |
| 418233          | 2008 DV    | 26 fev 2008 | Mount Lemmon    | Mount Lemmon Survey   | —         | MPC                           |
| 418234          | 2008 DW9   | 26 fev 2008 | Kitt Peak       | Spacewatch            | —         | MPC                           |
| 418235          | 2008 DA20  | 28 fev 2008 | Kitt Peak       | Spacewatch            | —         | MPC                           |
| 418236          | 2008 DS26  | 27 fev 2008 | Catalina        | CSS                   | —         | MPC                           |
| 418237          | 2008 DG30  | 26 fev 2008 | Mount Lemmon    | Mount Lemmon Survey   | —         | MPC                           |
| 418238          | 2008 DR30  | 27 fev 2008 | Kitt Peak       | Spacewatch            | —         | MPC                           |
| 418239          | 2008 DW31  | 11 jan 2008 | Mount Lemmon    | Mount Lemmon Survey   | —         | MPC                           |
| 418240          | 2008 DY36  | 27 fev 2008 | Catalina        | CSS                   | —         | MPC                           |
| 418241          | 2008 DH40  | 27 fev 2008 | Kitt Peak       | Spacewatch            | —         | MPC                           |
| 418242          | 2008 DO40  | 27 fev 2008 | Kitt Peak       | Spacewatch            | —         | MPC                           |
| 418243          | 2008 DF47  | 28 fev 2008 | Kitt Peak       | Spacewatch            | —         | MPC                           |
| 418244          | 2008 DN56  | 26 fev 2008 | Socorro         | LINEAR                | —         | MPC                           |
| 418245          | 2008 DZ57  | 28 fev 2008 | Catalina        | CSS                   | Phocaea   | MPC                           |
| 418246          | 2008 DO61  | 28 fev 2008 | Mount Lemmon    | Mount Lemmon Survey   | Mitidika  | MPC                           |
| 418247          | 2008 DT64  | 28 fev 2008 | Mount Lemmon    | Mount Lemmon Survey   | —         | MPC                           |
| 418248          | 2008 DL67  | 29 fev 2008 | Kitt Peak       | Spacewatch            | —         | MPC                           |
| 418249          | 2008 DO72  | 12 fev 2008 | Kitt Peak       | Spacewatch            | —         | MPC                           |
| 418250          | 2008 DM77  | 28 fev 2008 | Mount Lemmon    | Mount Lemmon Survey   | —         | MPC                           |
| 418251          | 2008 DS80  | 18 fev 2008 | Mount Lemmon    | Mount Lemmon Survey   | —         | MPC                           |
| 418252          | 2008 DH82  | 2 fev 2008  | Mount Lemmon    | Mount Lemmon Survey   | —         | MPC                           |
| 418253          | 2008 DU82  | 28 fev 2008 | Kitt Peak       | Spacewatch            | —         | MPC                           |
| 418254          | 2008 DM85  | 28 fev 2008 | Kitt Peak       | Spacewatch            | —         | MPC                           |
| 418255          | 2008 DF88  | 18 fev 2008 | Mount Lemmon    | Mount Lemmon Survey   | —         | MPC                           |
| 418256          | 2008 DE89  | 28 fev 2008 | Kitt Peak       | Spacewatch            | —         | MPC                           |
| 418257          | 2008 EG6   | 3 mar 2008  | Catalina        | CSS                   | —         | MPC                           |
| 418258          | 2008 EF7   | 4 mar 2008  | Kitt Peak       | Spacewatch            | —         | MPC                           |
| 418259          | 2008 EF12  | 1 mar 2008  | Kitt Peak       | Spacewatch            | —         | MPC                           |
| 418260          | 2008 EG12  | 2 fev 2008  | Mount Lemmon    | Mount Lemmon Survey   | —         | MPC                           |
| 418261          | 2008 EL14  | 1 mar 2008  | Kitt Peak       | Spacewatch            | —         | MPC                           |
| 418262          | 2008 EO24  | 3 mar 2008  | Mount Lemmon    | Mount Lemmon Survey   | —         | MPC                           |
| 418263          | 2008 EA29  | 4 mar 2008  | Mount Lemmon    | Mount Lemmon Survey   | —         | MPC                           |
| 418264          | 2008 EW29  | 4 mar 2008  | Purple Mountain | PMO NEO               | —         | MPC                           |
| 418265          | 2008 EA32  | 10 mar 2008 | Catalina        | CSS                   | —         | MPC                           |
| 418266          | 2008 EH33  | 1 mar 2008  | Kitt Peak       | Spacewatch            | —         | MPC                           |
| 418267          | 2008 ES38  | 1 mar 2008  | Kitt Peak       | Spacewatch            | —         | MPC                           |
| 418268          | 2008 EO44  | 5 mar 2008  | Kitt Peak       | Spacewatch            | —         | MPC                           |
| 418269          | 2008 EM46  | 5 mar 2008  | Mount Lemmon    | Mount Lemmon Survey   | —         | MPC                           |
| 418270          | 2008 EO47  | 5 mar 2008  | Mount Lemmon    | Mount Lemmon Survey   | —         | MPC                           |
| 418271          | 2008 EW52  | 6 mar 2008  | Kitt Peak       | Spacewatch            | —         | MPC                           |
| 418272          | 2008 ES58  | 2 fev 2008  | Mount Lemmon    | Mount Lemmon Survey   | —         | MPC                           |
| 418273          | 2008 EE80  | 9 mar 2008  | Kitt Peak       | Spacewatch            | —         | MPC                           |
| 418274          | 2008 EB82  | 2 fev 2008  | Mount Lemmon    | Mount Lemmon Survey   | —         | MPC                           |
| 418275          | 2008 ED86  | 18 fev 2008 | Mount Lemmon    | Mount Lemmon Survey   | —         | MPC                           |
| 418276          | 2008 EJ90  | 2 mar 2008  | Kitt Peak       | Spacewatch            | Juno      | MPC                           |
| 418277          | 2008 EW96  | 7 mar 2008  | Mount Lemmon    | Mount Lemmon Survey   | Mitidika  | MPC                           |
| 418278          | 2008 EQ107 | 12 jan 2008 | Kitt Peak       | Spacewatch            | —         | MPC                           |
| 418279          | 2008 EL111 | 8 mar 2008  | Kitt Peak       | Spacewatch            | —         | MPC                           |
| 418280          | 2008 EX111 | 29 ago 2006 | Kitt Peak       | Spacewatch            | —         | MPC                           |
| 418281          | 2008 EC113 | 8 mar 2008  | Kitt Peak       | Spacewatch            | —         | MPC                           |
| 418282          | 2008 EQ120 | 9 mar 2008  | Kitt Peak       | Spacewatch            | —         | MPC                           |
| 418283          | 2008 EA131 | 11 mar 2008 | Kitt Peak       | Spacewatch            | —         | MPC                           |
| 418284          | 2008 ED132 | 11 mar 2008 | Kitt Peak       | Spacewatch            | —         | MPC                           |
| 418285          | 2008 EC137 | 11 mar 2008 | Kitt Peak       | Spacewatch            | Mitidika  | MPC                           |
| 418286          | 2008 EX139 | 28 fev 2008 | Kitt Peak       | Spacewatch            | —         | MPC                           |
| 418287          | 2008 EC153 | 11 mar 2008 | Mount Lemmon    | Mount Lemmon Survey   | —         | MPC                           |
| 418288          | 2008 EU155 | 15 mar 2008 | Mount Lemmon    | Mount Lemmon Survey   | —         | MPC                           |
| 418289          | 2008 EH158 | 7 mar 2008  | Kitt Peak       | Spacewatch            | —         | MPC                           |
| 418290          | 2008 EN161 | 8 mar 2008  | Mount Lemmon    | Mount Lemmon Survey   | —         | MPC                           |
| 418291          | 2008 EY161 | 10 mar 2008 | Kitt Peak       | Spacewatch            | —         | MPC                           |
| 418292          | 2008 EN166 | 19 set 2001 | Apache Point    | SDSS                  | —         | MPC                           |
| 418293          | 2008 FF    | 25 mar 2008 | Kitt Peak       | Spacewatch            | —         | MPC                           |
| 418294          | 2008 FS8   | 10 fev 2008 | Kitt Peak       | Spacewatch            | —         | MPC                           |
| 418295          | 2008 FA11  | 20 out 2006 | Kitt Peak       | Spacewatch            | —         | MPC                           |
| 418296          | 2008 FA25  | 12 mar 2008 | Mount Lemmon    | Mount Lemmon Survey   | —         | MPC                           |
| 418297          | 2008 FU28  | 7 fev 2008  | Kitt Peak       | Spacewatch            | —         | MPC                           |
| 418298          | 2008 FZ28  | 28 mar 2008 | Kitt Peak       | Spacewatch            | —         | MPC                           |
| 418299          | 2008 FD37  | 13 fev 2008 | Mount Lemmon    | Mount Lemmon Survey   | —         | MPC                           |
| 418300          | 2008 FT38  | 28 mar 2008 | Kitt Peak       | Spacewatch            | —         | MPC                           |

## 418301–418400
| Designação | Designação | Descoberta  | Descoberta   | Descobridor(es)     | Categoria | Mais informações / Referência |
| Permanente | Provisória | Data        | Local        | Descobridor(es)     | Categoria | Mais informações / Referência |
| ---------- | ---------- | ----------- | ------------ | ------------------- | --------- | ----------------------------- |
| 418301     | 2008 FJ40  | 28 mar 2008 | Kitt Peak    | Spacewatch          | —         | MPC                           |
| 418302     | 2008 FO40  | 13 mar 2008 | Kitt Peak    | Spacewatch          | —         | MPC                           |
| 418303     | 2008 FS42  | 27 fev 2008 | Kitt Peak    | Spacewatch          | —         | MPC                           |
| 418304     | 2008 FU49  | 12 mar 2008 | Kitt Peak    | Spacewatch          | —         | MPC                           |
| 418305     | 2008 FU51  | 28 mar 2008 | Mount Lemmon | Mount Lemmon Survey | —         | MPC                           |
| 418306     | 2008 FK53  | 28 mar 2008 | Mount Lemmon | Mount Lemmon Survey | —         | MPC                           |
| 418307     | 2008 FV53  | 28 mar 2008 | Mount Lemmon | Mount Lemmon Survey | —         | MPC                           |
| 418308     | 2008 FL56  | 12 mar 2008 | Mount Lemmon | Mount Lemmon Survey | —         | MPC                           |
| 418309     | 2008 FJ57  | 31 ago 2005 | Palomar      | NEAT                | —         | MPC                           |
| 418310     | 2008 FR66  | 28 mar 2008 | Kitt Peak    | Spacewatch          | —         | MPC                           |
| 418311     | 2008 FN70  | 28 mar 2008 | Kitt Peak    | Spacewatch          | —         | MPC                           |
| 418312     | 2008 FF88  | 28 mar 2008 | Kitt Peak    | Spacewatch          | —         | MPC                           |
| 418313     | 2008 FN96  | 29 mar 2008 | Kitt Peak    | Spacewatch          | —         | MPC                           |
| 418314     | 2008 FO97  | 27 fev 2008 | Mount Lemmon | Mount Lemmon Survey | —         | MPC                           |
| 418315     | 2008 FY98  | 30 mar 2008 | Kitt Peak    | Spacewatch          | Meliboea  | MPC                           |
| 418316     | 2008 FN99  | 30 mar 2008 | Kitt Peak    | Spacewatch          | —         | MPC                           |
| 418317     | 2008 FO99  | 30 mar 2008 | Kitt Peak    | Spacewatch          | —         | MPC                           |
| 418318     | 2008 FZ101 | 19 mai 2004 | Kitt Peak    | Spacewatch          | —         | MPC                           |
| 418319     | 2008 FB104 | 30 mar 2008 | Kitt Peak    | Spacewatch          | —         | MPC                           |
| 418320     | 2008 FR104 | 30 mar 2008 | Kitt Peak    | Spacewatch          | —         | MPC                           |
| 418321     | 2008 FS111 | 31 mar 2008 | Kitt Peak    | Spacewatch          | —         | MPC                           |
| 418322     | 2008 FW116 | 12 nov 2006 | Mount Lemmon | Mount Lemmon Survey | —         | MPC                           |
| 418323     | 2008 FP118 | 31 mar 2008 | Mount Lemmon | Mount Lemmon Survey | —         | MPC                           |
| 418324     | 2008 FU124 | 30 mar 2008 | Kitt Peak    | Spacewatch          | —         | MPC                           |
| 418325     | 2008 FD127 | 31 mar 2008 | Mount Lemmon | Mount Lemmon Survey | —         | MPC                           |
| 418326     | 2008 FO128 | 28 mar 2008 | Mount Lemmon | Mount Lemmon Survey | —         | MPC                           |
| 418327     | 2008 FP128 | 28 mar 2008 | Mount Lemmon | Mount Lemmon Survey | —         | MPC                           |
| 418328     | 2008 FZ134 | 30 mar 2008 | Kitt Peak    | Spacewatch          | —         | MPC                           |
| 418329     | 2008 GC3   | 7 abr 2008  | Catalina     | CSS                 | Phocaea   | MPC                           |
| 418330     | 2008 GF4   | 7 abr 2008  | Grove Creek  | F. Tozzi            | —         | MPC                           |
| 418331     | 2008 GH6   | 10 mar 2008 | Mount Lemmon | Mount Lemmon Survey | —         | MPC                           |
| 418332     | 2008 GE7   | 1 abr 2008  | Kitt Peak    | Spacewatch          | Mitidika  | MPC                           |
| 418333     | 2008 GH7   | 1 abr 2008  | Kitt Peak    | Spacewatch          | —         | MPC                           |
| 418334     | 2008 GQ7   | 1 abr 2008  | Kitt Peak    | Spacewatch          | —         | MPC                           |
| 418335     | 2008 GK9   | 1 abr 2008  | Kitt Peak    | Spacewatch          | —         | MPC                           |
| 418336     | 2008 GZ13  | 3 abr 2008  | Mount Lemmon | Mount Lemmon Survey | —         | MPC                           |
| 418337     | 2008 GS16  | 3 abr 2008  | Mount Lemmon | Mount Lemmon Survey | —         | MPC                           |
| 418338     | 2008 GD21  | 1 abr 2008  | Mount Lemmon | Mount Lemmon Survey | —         | MPC                           |
| 418339     | 2008 GL21  | 4 abr 2008  | Mayhill      | W. G. Dillon        | —         | MPC                           |
| 418340     | 2008 GZ34  | 3 abr 2008  | Mount Lemmon | Mount Lemmon Survey | —         | MPC                           |
| 418341     | 2008 GR35  | 30 mar 2008 | Kitt Peak    | Spacewatch          | —         | MPC                           |
| 418342     | 2008 GF37  | 3 abr 2008  | Kitt Peak    | Spacewatch          | Phocaea   | MPC                           |
| 418343     | 2008 GG46  | 21 set 2001 | Apache Point | SDSS                | —         | MPC                           |
| 418344     | 2008 GJ48  | 5 abr 2008  | Kitt Peak    | Spacewatch          | —         | MPC                           |
| 418345     | 2008 GB61  | 5 abr 2008  | Mount Lemmon | Mount Lemmon Survey | —         | MPC                           |
| 418346     | 2008 GX62  | 5 abr 2008  | Kitt Peak    | Spacewatch          | —         | MPC                           |
| 418347     | 2008 GN69  | 6 abr 2008  | Mount Lemmon | Mount Lemmon Survey | —         | MPC                           |
| 418348     | 2008 GL76  | 7 abr 2008  | Mount Lemmon | Mount Lemmon Survey | —         | MPC                           |
| 418349     | 2008 GM81  | 5 mar 2008  | Mount Lemmon | Mount Lemmon Survey | —         | MPC                           |
| 418350     | 2008 GB88  | 6 abr 2008  | Kitt Peak    | Spacewatch          | —         | MPC                           |
| 418351     | 2008 GL90  | 6 abr 2008  | Mount Lemmon | Mount Lemmon Survey | Eos       | MPC                           |
| 418352     | 2008 GC93  | 8 mar 2008  | Socorro      | LINEAR              | Phocaea   | MPC                           |
| 418353     | 2008 GC97  | 24 set 2005 | Kitt Peak    | Spacewatch          | —         | MPC                           |
| 418354     | 2008 GD97  | 4 abr 2008  | Kitt Peak    | Spacewatch          | —         | MPC                           |
| 418355     | 2008 GM98  | 4 mar 2008  | Mount Lemmon | Mount Lemmon Survey | —         | MPC                           |
| 418356     | 2008 GV100 | 28 mar 2008 | Mount Lemmon | Mount Lemmon Survey | —         | MPC                           |
| 418357     | 2008 GX100 | 9 abr 2008  | Kitt Peak    | Spacewatch          | —         | MPC                           |
| 418358     | 2008 GA102 | 6 abr 2008  | Kitt Peak    | Spacewatch          | —         | MPC                           |
| 418359     | 2008 GL104 | 28 mar 2008 | Kitt Peak    | Spacewatch          | —         | MPC                           |
| 418360     | 2008 GT107 | 12 abr 2008 | Kitt Peak    | Spacewatch          | —         | MPC                           |
| 418361     | 2008 GQ111 | 8 abr 2008  | Socorro      | LINEAR              | —         | MPC                           |
| 418362     | 2008 GP115 | 15 mar 2008 | Kitt Peak    | Spacewatch          | —         | MPC                           |
| 418363     | 2008 GV117 | 11 abr 2008 | Catalina     | CSS                 | —         | MPC                           |
| 418364     | 2008 GY117 | 11 abr 2008 | Mount Lemmon | Mount Lemmon Survey | —         | MPC                           |
| 418365     | 2008 GT119 | 3 abr 2008  | Mount Lemmon | Mount Lemmon Survey | —         | MPC                           |
| 418366     | 2008 GD123 | 30 mar 2008 | Kitt Peak    | Spacewatch          | —         | MPC                           |
| 418367     | 2008 GB127 | 14 abr 2008 | Mount Lemmon | Mount Lemmon Survey | —         | MPC                           |
| 418368     | 2008 GL127 | 14 abr 2008 | Mount Lemmon | Mount Lemmon Survey | —         | MPC                           |
| 418369     | 2008 GO132 | 13 abr 2008 | Mount Lemmon | Mount Lemmon Survey | —         | MPC                           |
| 418370     | 2008 GJ133 | 3 abr 2008  | Kitt Peak    | Spacewatch          | —         | MPC                           |
| 418371     | 2008 GU133 | 11 abr 2008 | Socorro      | LINEAR              | —         | MPC                           |
| 418372     | 2008 GB138 | 28 fev 2008 | Kitt Peak    | Spacewatch          | —         | MPC                           |
| 418373     | 2008 GX138 | 6 abr 2008  | Kitt Peak    | Spacewatch          | —         | MPC                           |
| 418374     | 2008 GM141 | 14 abr 2008 | Mount Lemmon | Mount Lemmon Survey | —         | MPC                           |
| 418375     | 2008 GA145 | 20 dez 2007 | Kitt Peak    | Spacewatch          | —         | MPC                           |
| 418376     | 2008 GG146 | 14 abr 2008 | Mount Lemmon | Mount Lemmon Survey | —         | MPC                           |
| 418377     | 2008 HA5   | 6 mar 2008  | Kitt Peak    | Spacewatch          | —         | MPC                           |
| 418378     | 2008 HC5   | 24 abr 2008 | Kitt Peak    | Spacewatch          | —         | MPC                           |
| 418379     | 2008 HK6   | 24 abr 2008 | Kitt Peak    | Spacewatch          | —         | MPC                           |
| 418380     | 2008 HF9   | 24 abr 2008 | Kitt Peak    | Spacewatch          | —         | MPC                           |
| 418381     | 2008 HX15  | 25 abr 2008 | Kitt Peak    | Spacewatch          | —         | MPC                           |
| 418382     | 2008 HE16  | 25 abr 2008 | Kitt Peak    | Spacewatch          | —         | MPC                           |
| 418383     | 2008 HM17  | 26 abr 2008 | Kitt Peak    | Spacewatch          | —         | MPC                           |
| 418384     | 2008 HJ21  | 15 mar 2008 | Mount Lemmon | Mount Lemmon Survey | —         | MPC                           |
| 418385     | 2008 HQ22  | 15 abr 2008 | Mount Lemmon | Mount Lemmon Survey | —         | MPC                           |
| 418386     | 2008 HK29  | 28 abr 2008 | Mount Lemmon | Mount Lemmon Survey | —         | MPC                           |
| 418387     | 2008 HL34  | 27 abr 2008 | Kitt Peak    | Spacewatch          | —         | MPC                           |
| 418388     | 2008 HE45  | 28 abr 2008 | Kitt Peak    | Spacewatch          | —         | MPC                           |
| 418389     | 2008 HH57  | 30 abr 2008 | Kitt Peak    | Spacewatch          | —         | MPC                           |
| 418390     | 2008 HV57  | 30 abr 2008 | Kitt Peak    | Spacewatch          | —         | MPC                           |
| 418391     | 2008 HP60  | 28 abr 2008 | Mount Lemmon | Mount Lemmon Survey | Phocaea   | MPC                           |
| 418392     | 2008 HT66  | 16 abr 2008 | Mount Lemmon | Mount Lemmon Survey | —         | MPC                           |
| 418393     | 2008 HG67  | 28 abr 2008 | Kitt Peak    | Spacewatch          | —         | MPC                           |
| 418394     | 2008 HO69  | 29 abr 2008 | Mount Lemmon | Mount Lemmon Survey | —         | MPC                           |
| 418395     | 2008 HG70  | 16 abr 2008 | Mount Lemmon | Mount Lemmon Survey | —         | MPC                           |
| 418396     | 2008 JL4   | 1 mai 2008  | Kitt Peak    | Spacewatch          | —         | MPC                           |
| 418397     | 2008 JS4   | 2 mai 2008  | Catalina     | CSS                 | —         | MPC                           |
| 418398     | 2008 JJ21  | 7 abr 2008  | Catalina     | CSS                 | —         | MPC                           |
| 418399     | 2008 JT22  | 7 mai 2008  | Kitt Peak    | Spacewatch          | —         | MPC                           |
| 418400     | 2008 JL27  | 8 mai 2008  | Kitt Peak    | Spacewatch          | —         | MPC                           |

## 418401–418500
| Designação | Designação | Descoberta  | Descoberta        | Descobridor(es)     | Categoria | Mais informações / Referência |
| Permanente | Provisória | Data        | Local             | Descobridor(es)     | Categoria | Mais informações / Referência |
| ---------- | ---------- | ----------- | ----------------- | ------------------- | --------- | ----------------------------- |
| 418401     | 2008 JP32  | 29 abr 2008 | Kitt Peak         | Spacewatch          | —         | MPC                           |
| 418402     | 2008 KH7   | 26 mai 2008 | Kitt Peak         | Spacewatch          | —         | MPC                           |
| 418403     | 2008 KD12  | 12 mai 2008 | Siding Spring     | SSS                 | —         | MPC                           |
| 418404     | 2008 KX16  | 1 mai 2008  | Kitt Peak         | Spacewatch          | —         | MPC                           |
| 418405     | 2008 KB18  | 28 mai 2008 | Kitt Peak         | Spacewatch          | —         | MPC                           |
| 418406     | 2008 KF18  | 16 abr 2008 | Mount Lemmon      | Mount Lemmon Survey | —         | MPC                           |
| 418407     | 2008 KG21  | 28 mai 2008 | Kitt Peak         | Spacewatch          | —         | MPC                           |
| 418408     | 2008 KD29  | 14 abr 2008 | Mount Lemmon      | Mount Lemmon Survey | —         | MPC                           |
| 418409     | 2008 KC31  | 29 mai 2008 | Kitt Peak         | Spacewatch          | —         | MPC                           |
| 418410     | 2008 LL    | 2 jun 2008  | Mount Lemmon      | Mount Lemmon Survey | —         | MPC                           |
| 418411     | 2008 LH3   | 1 jun 2008  | Kitt Peak         | Spacewatch          | —         | MPC                           |
| 418412     | 2008 LP5   | 28 mai 2008 | Kitt Peak         | Spacewatch          | —         | MPC                           |
| 418413     | 2008 LU8   | 4 abr 2008  | Kitt Peak         | Spacewatch          | —         | MPC                           |
| 418414     | 2008 LH10  | 3 mai 2008  | Mount Lemmon      | Mount Lemmon Survey | —         | MPC                           |
| 418415     | 2008 LV10  | 3 mai 2008  | Mount Lemmon      | Mount Lemmon Survey | —         | MPC                           |
| 418416     | 2008 LV16  | 15 jun 2008 | Catalina          | CSS                 | —         | MPC                           |
| 418417     | 2008 LV17  | 4 jun 2008  | Kitt Peak         | Spacewatch          | —         | MPC                           |
| 418418     | 2008 LW17  | 6 jun 2008  | Kitt Peak         | Spacewatch          | —         | MPC                           |
| 418419     | 2008 MT1   | 28 jun 2008 | Vicques           | M. Ory              | —         | MPC                           |
| 418420     | 2008 MK5   | 27 jun 2008 | Siding Spring     | SSS                 | —         | MPC                           |
| 418421     | 2008 NB4   | 11 jul 2008 | Siding Spring     | SSS                 | —         | MPC                           |
| 418422     | 2008 NA5   | 10 jul 2008 | Siding Spring     | SSS                 | —         | MPC                           |
| 418423     | 2008 NK5   | 1 jul 2008  | Catalina          | CSS                 | —         | MPC                           |
| 418424     | 2008 NM5   | 8 jul 2008  | Mount Lemmon      | Mount Lemmon Survey | —         | MPC                           |
| 418425     | 2008 OR    | 25 jul 2008 | Pla D'Arguines    | R. Ferrando         | —         | MPC                           |
| 418426     | 2008 OQ3   | 25 jul 2008 | Siding Spring     | SSS                 | —         | MPC                           |
| 418427     | 2008 OM7   | 29 jul 2008 | Mount Lemmon      | Mount Lemmon Survey | —         | MPC                           |
| 418428     | 2008 OF11  | 31 jul 2008 | La Sagra          | Mallorca Obs.       | —         | MPC                           |
| 418429     | 2008 OC17  | 29 jul 2008 | Kitt Peak         | Spacewatch          | —         | MPC                           |
| 418430     | 2008 OP22  | 29 jul 2008 | Kitt Peak         | Spacewatch          | —         | MPC                           |
| 418431     | 2008 OO24  | 30 jul 2008 | Kitt Peak         | Spacewatch          | —         | MPC                           |
| 418432     | 2008 OF25  | 30 jul 2008 | Catalina          | CSS                 | Eos       | MPC                           |
| 418433     | 2008 PV    | 11 mar 2003 | Palomar           | NEAT                | —         | MPC                           |
| 418434     | 2008 PX2   | 3 ago 2008  | Dauban            | F. Kugel            | —         | MPC                           |
| 418435     | 2008 PE9   | 6 fev 2002  | Kitt Peak         | Spacewatch          | —         | MPC                           |
| 418436     | 2008 PG10  | 5 ago 2008  | La Sagra          | Mallorca Obs.       | —         | MPC                           |
| 418437     | 2008 PX10  | 30 jul 2008 | Catalina          | CSS                 | —         | MPC                           |
| 418438     | 2008 PX21  | 6 ago 2008  | Siding Spring     | SSS                 | —         | MPC                           |
| 418439     | 2008 QH5   | 22 ago 2008 | Kitt Peak         | Spacewatch          | —         | MPC                           |
| 418440     | 2008 QM5   | 22 ago 2008 | Kitt Peak         | Spacewatch          | Brangane  | MPC                           |
| 418441     | 2008 QS8   | 25 ago 2008 | La Sagra          | Mallorca Obs.       | —         | MPC                           |
| 418442     | 2008 QF11  | 22 ago 2008 | Kitt Peak         | Spacewatch          | —         | MPC                           |
| 418443     | 2008 QC18  | 28 ago 2008 | La Sagra          | Mallorca Obs.       | —         | MPC                           |
| 418444     | 2008 QM23  | 29 ago 2008 | Taunus            | E. Schwab, R. Kling | Ursula    | MPC                           |
| 418445     | 2008 QN26  | 22 set 2003 | Anderson Mesa     | LONEOS              | —         | MPC                           |
| 418446     | 2008 QA34  | 29 ago 2008 | La Sagra          | Mallorca Obs.       | —         | MPC                           |
| 418447     | 2008 QW43  | 23 ago 2008 | Siding Spring     | SSS                 | —         | MPC                           |
| 418448     | 2008 QN45  | 30 ago 2008 | Socorro           | LINEAR              | —         | MPC                           |
| 418449     | 2008 QR46  | 26 ago 2008 | Socorro           | LINEAR              | —         | MPC                           |
| 418450     | 2008 QN47  | 23 ago 2008 | Kitt Peak         | Spacewatch          | —         | MPC                           |
| 418451     | 2008 QY47  | 24 ago 2008 | Kitt Peak         | Spacewatch          | Brangane  | MPC                           |
| 418452     | 2008 RN5   | 2 set 2008  | Kitt Peak         | Spacewatch          | —         | MPC                           |
| 418453     | 2008 RS5   | 2 set 2008  | Kitt Peak         | Spacewatch          | —         | MPC                           |
| 418454     | 2008 RL9   | 3 set 2008  | Kitt Peak         | Spacewatch          | —         | MPC                           |
| 418455     | 2008 RB15  | 24 ago 2008 | Kitt Peak         | Spacewatch          | —         | MPC                           |
| 418456     | 2008 RK24  | 5 set 2008  | Socorro           | LINEAR              | —         | MPC                           |
| 418457     | 2008 RK28  | 2 set 2008  | Kitt Peak         | Spacewatch          | —         | MPC                           |
| 418458     | 2008 RY32  | 2 set 2008  | Kitt Peak         | Spacewatch          | —         | MPC                           |
| 418459     | 2008 RP37  | 2 set 2008  | Kitt Peak         | Spacewatch          | —         | MPC                           |
| 418460     | 2008 RA40  | 2 set 2008  | Kitt Peak         | Spacewatch          | —         | MPC                           |
| 418461     | 2008 RR40  | 2 set 2008  | Kitt Peak         | Spacewatch          | —         | MPC                           |
| 418462     | 2008 RU41  | 2 set 2008  | Kitt Peak         | Spacewatch          | —         | MPC                           |
| 418463     | 2008 RR42  | 2 set 2008  | Kitt Peak         | Spacewatch          | —         | MPC                           |
| 418464     | 2008 RX46  | 2 set 2008  | Kitt Peak         | Spacewatch          | —         | MPC                           |
| 418465     | 2008 RD49  | 21 set 2003 | Kitt Peak         | Spacewatch          | —         | MPC                           |
| 418466     | 2008 RT52  | 29 jul 2008 | Mount Lemmon      | Mount Lemmon Survey | —         | MPC                           |
| 418467     | 2008 RM54  | 3 set 2008  | Kitt Peak         | Spacewatch          | —         | MPC                           |
| 418468     | 2008 RT56  | 3 set 2008  | Kitt Peak         | Spacewatch          | —         | MPC                           |
| 418469     | 2008 RD64  | 4 set 2008  | Kitt Peak         | Spacewatch          | —         | MPC                           |
| 418470     | 2008 RV85  | 5 set 2008  | Kitt Peak         | Spacewatch          | —         | MPC                           |
| 418471     | 2008 RY85  | 5 set 2008  | Kitt Peak         | Spacewatch          | —         | MPC                           |
| 418472     | 2008 RT87  | 5 set 2008  | Kitt Peak         | Spacewatch          | —         | MPC                           |
| 418473     | 2008 RZ87  | 5 set 2008  | Kitt Peak         | Spacewatch          | —         | MPC                           |
| 418474     | 2008 RA88  | 5 set 2008  | Kitt Peak         | Spacewatch          | —         | MPC                           |
| 418475     | 2008 RQ92  | 6 set 2008  | Kitt Peak         | Spacewatch          | —         | MPC                           |
| 418476     | 2008 RZ92  | 6 set 2008  | Kitt Peak         | Spacewatch          | Brangane  | MPC                           |
| 418477     | 2008 RW93  | 6 set 2008  | Kitt Peak         | Spacewatch          | —         | MPC                           |
| 418478     | 2008 RG96  | 30 jul 2008 | Kitt Peak         | Spacewatch          | —         | MPC                           |
| 418479     | 2008 RQ96  | 7 set 2008  | Mount Lemmon      | Mount Lemmon Survey | —         | MPC                           |
| 418480     | 2008 RH102 | 3 set 2008  | Kitt Peak         | Spacewatch          | —         | MPC                           |
| 418481     | 2008 RF104 | 5 set 2008  | Kitt Peak         | Spacewatch          | —         | MPC                           |
| 418482     | 2008 RN104 | 6 set 2008  | Mount Lemmon      | Mount Lemmon Survey | Brangane  | MPC                           |
| 418483     | 2008 RQ104 | 6 set 2008  | Kitt Peak         | Spacewatch          | —         | MPC                           |
| 418484     | 2008 RF106 | 6 set 2008  | Siding Spring     | SSS                 | —         | MPC                           |
| 418485     | 2008 RT106 | 7 set 2008  | Mount Lemmon      | Mount Lemmon Survey | —         | MPC                           |
| 418486     | 2008 RJ111 | 4 set 2008  | Kitt Peak         | Spacewatch          | —         | MPC                           |
| 418487     | 2008 RT112 | 5 set 2008  | Kitt Peak         | Spacewatch          | —         | MPC                           |
| 418488     | 2008 RM114 | 6 set 2008  | Mount Lemmon      | Mount Lemmon Survey | —         | MPC                           |
| 418489     | 2008 RA117 | 7 set 2008  | Mount Lemmon      | Mount Lemmon Survey | —         | MPC                           |
| 418490     | 2008 RG118 | 9 set 2008  | Mount Lemmon      | Mount Lemmon Survey | Brangane  | MPC                           |
| 418491     | 2008 RG122 | 3 set 2008  | Kitt Peak         | Spacewatch          | —         | MPC                           |
| 418492     | 2008 RG124 | 6 set 2008  | Kitt Peak         | Spacewatch          | Brangane  | MPC                           |
| 418493     | 2008 RV129 | 8 set 2008  | Kitt Peak         | Spacewatch          | —         | MPC                           |
| 418494     | 2008 RB131 | 7 set 2008  | Mount Lemmon      | Mount Lemmon Survey | Brangane  | MPC                           |
| 418495     | 2008 RF135 | 2 set 2008  | Kitt Peak         | Spacewatch          | —         | MPC                           |
| 418496     | 2008 RG140 | 8 set 2008  | Bergisch Gladbach | W. Bickel           | —         | MPC                           |
| 418497     | 2008 RH141 | 31 jan 2006 | Kitt Peak         | Spacewatch          | —         | MPC                           |
| 418498     | 2008 RR143 | 6 set 2008  | Kitt Peak         | Spacewatch          | —         | MPC                           |
| 418499     | 2008 RZ144 | 5 set 2008  | Kitt Peak         | Spacewatch          | Brangane  | MPC                           |
| 418500     | 2008 RD145 | 6 set 2008  | Kitt Peak         | Spacewatch          | —         | MPC                           |

## 418501–418600
| Designação     | Designação | Descoberta  | Descoberta   | Descobridor(es)      | Categoria | Mais informações / Referência |
| Permanente     | Provisória | Data        | Local        | Descobridor(es)      | Categoria | Mais informações / Referência |
| -------------- | ---------- | ----------- | ------------ | -------------------- | --------- | ----------------------------- |
| 418501         | 2008 RF146 | 6 set 2008  | Mount Lemmon | Mount Lemmon Survey  | —         | MPC                           |
| 418502         | 2008 RK146 | 6 set 2008  | Kitt Peak    | Spacewatch           | —         | MPC                           |
| 418503         | 2008 RL146 | 7 set 2008  | Mount Lemmon | Mount Lemmon Survey  | —         | MPC                           |
| 418504         | 2008 SA3   | 19 set 2008 | Socorro      | LINEAR               | —         | MPC                           |
| 418505         | 2008 SZ4   | 7 set 2008  | Catalina     | CSS                  | —         | MPC                           |
| 418506         | 2008 SA6   | 22 set 2008 | Socorro      | LINEAR               | —         | MPC                           |
| 418507         | 2008 SH21  | 21 ago 2008 | Kitt Peak    | Spacewatch           | —         | MPC                           |
| 418508         | 2008 SY26  | 19 set 2008 | Kitt Peak    | Spacewatch           | Brangane  | MPC                           |
| 418509         | 2008 SA35  | 20 set 2008 | Kitt Peak    | Spacewatch           | —         | MPC                           |
| 418510         | 2008 SD35  | 6 set 2008  | Mount Lemmon | Mount Lemmon Survey  | —         | MPC                           |
| 418511         | 2008 SR38  | 20 set 2008 | Kitt Peak    | Spacewatch           | —         | MPC                           |
| 418512         | 2008 SN39  | 20 set 2008 | Kitt Peak    | Spacewatch           | Brangane  | MPC                           |
| 418513         | 2008 SS39  | 20 set 2008 | Kitt Peak    | Spacewatch           | —         | MPC                           |
| 418514         | 2008 ST40  | 20 set 2008 | Catalina     | CSS                  | Brangane  | MPC                           |
| 418515         | 2008 SB45  | 6 set 2008  | Mount Lemmon | Mount Lemmon Survey  | —         | MPC                           |
| 418516         | 2008 SL53  | 9 mar 2005  | Mount Lemmon | Mount Lemmon Survey  | —         | MPC                           |
| 418517         | 2008 SL56  | 6 set 2008  | Mount Lemmon | Mount Lemmon Survey  | —         | MPC                           |
| 418518         | 2008 SU56  | 5 out 2002  | Apache Point | SDSS                 | —         | MPC                           |
| 418519         | 2008 SX57  | 20 set 2008 | Kitt Peak    | Spacewatch           | —         | MPC                           |
| 418520         | 2008 ST59  | 20 set 2008 | Kitt Peak    | Spacewatch           | Brangane  | MPC                           |
| 418521         | 2008 SX59  | 20 set 2008 | Catalina     | CSS                  | —         | MPC                           |
| 418522         | 2008 SA61  | 20 set 2008 | Catalina     | CSS                  | —         | MPC                           |
| 418523         | 2008 SO62  | 21 set 2008 | Kitt Peak    | Spacewatch           | —         | MPC                           |
| 418524         | 2008 SS63  | 21 set 2008 | Kitt Peak    | Spacewatch           | —         | MPC                           |
| 418525         | 2008 SH64  | 9 set 2008  | Mount Lemmon | Mount Lemmon Survey  | —         | MPC                           |
| 418526         | 2008 SY65  | 21 set 2008 | Mount Lemmon | Mount Lemmon Survey  | —         | MPC                           |
| 418527         | 2008 SW71  | 22 set 2008 | Kitt Peak    | Spacewatch           | —         | MPC                           |
| 418528         | 2008 SE72  | 22 set 2008 | Catalina     | CSS                  | —         | MPC                           |
| 418529         | 2008 SK73  | 21 set 2003 | Kitt Peak    | Spacewatch           | —         | MPC                           |
| 418530         | 2008 SS78  | 23 set 2008 | Mount Lemmon | Mount Lemmon Survey  | —         | MPC                           |
| 418531         | 2008 SB84  | 29 nov 2003 | Kitt Peak    | Spacewatch           | —         | MPC                           |
| 418532 Saruman | 2008 SZ84  | 27 set 2008 | Taunus       | E. Schwab, U. Zimmer | —         | MPC                           |
| 418533         | 2008 SC87  | 20 set 2008 | Kitt Peak    | Spacewatch           | —         | MPC                           |
| 418534         | 2008 SZ87  | 20 set 2008 | Catalina     | CSS                  | —         | MPC                           |
| 418535         | 2008 SV88  | 20 set 2008 | Catalina     | CSS                  | —         | MPC                           |
| 418536         | 2008 SW90  | 21 set 2008 | Kitt Peak    | Spacewatch           | —         | MPC                           |
| 418537         | 2008 SG92  | 21 set 2008 | Kitt Peak    | Spacewatch           | —         | MPC                           |
| 418538         | 2008 SS98  | 21 set 2008 | Kitt Peak    | Spacewatch           | —         | MPC                           |
| 418539         | 2008 SK101 | 21 set 2008 | Kitt Peak    | Spacewatch           | —         | MPC                           |
| 418540         | 2008 SR102 | 21 set 2008 | Mount Lemmon | Mount Lemmon Survey  | —         | MPC                           |
| 418541         | 2008 SW102 | 21 set 2008 | Kitt Peak    | Spacewatch           | Ursula    | MPC                           |
| 418542         | 2008 SY102 | 21 set 2008 | Kitt Peak    | Spacewatch           | —         | MPC                           |
| 418543         | 2008 SZ102 | 21 set 2008 | Kitt Peak    | Spacewatch           | —         | MPC                           |
| 418544         | 2008 SB104 | 21 set 2008 | Kitt Peak    | Spacewatch           | —         | MPC                           |
| 418545         | 2008 SQ107 | 9 set 2008  | Kitt Peak    | Spacewatch           | —         | MPC                           |
| 418546         | 2008 SS107 | 22 set 2008 | Kitt Peak    | Spacewatch           | —         | MPC                           |
| 418547         | 2008 ST107 | 22 set 2008 | Kitt Peak    | Spacewatch           | —         | MPC                           |
| 418548         | 2008 SQ113 | 22 set 2008 | Kitt Peak    | Spacewatch           | —         | MPC                           |
| 418549         | 2008 SO115 | 22 set 2008 | Kitt Peak    | Spacewatch           | —         | MPC                           |
| 418550         | 2008 SF117 | 22 set 2008 | Mount Lemmon | Mount Lemmon Survey  | Brangane  | MPC                           |
| 418551         | 2008 SF119 | 22 set 2008 | Mount Lemmon | Mount Lemmon Survey  | —         | MPC                           |
| 418552         | 2008 SJ119 | 22 set 2008 | Mount Lemmon | Mount Lemmon Survey  | —         | MPC                           |
| 418553         | 2008 SD121 | 22 set 2008 | Mount Lemmon | Mount Lemmon Survey  | —         | MPC                           |
| 418554         | 2008 SH121 | 22 set 2008 | Mount Lemmon | Mount Lemmon Survey  | Ursula    | MPC                           |
| 418555         | 2008 SG122 | 6 set 2008  | Mount Lemmon | Mount Lemmon Survey  | —         | MPC                           |
| 418556         | 2008 SD123 | 22 set 2008 | Mount Lemmon | Mount Lemmon Survey  | —         | MPC                           |
| 418557         | 2008 SM123 | 22 set 2008 | Mount Lemmon | Mount Lemmon Survey  | —         | MPC                           |
| 418558         | 2008 SH125 | 22 set 2008 | Mount Lemmon | Mount Lemmon Survey  | —         | MPC                           |
| 418559         | 2008 SU130 | 22 set 2008 | Kitt Peak    | Spacewatch           | —         | MPC                           |
| 418560         | 2008 SD139 | 5 out 2002  | Apache Point | SDSS                 | —         | MPC                           |
| 418561         | 2008 SE140 | 24 set 2008 | Catalina     | CSS                  | —         | MPC                           |
| 418562         | 2008 SL140 | 24 set 2008 | Mount Lemmon | Mount Lemmon Survey  | Brangane  | MPC                           |
| 418563         | 2008 SM140 | 6 set 2008  | Mount Lemmon | Mount Lemmon Survey  | —         | MPC                           |
| 418564         | 2008 SY144 | 25 set 2008 | Kitt Peak    | Spacewatch           | Ursula    | MPC                           |
| 418565         | 2008 SN150 | 24 nov 2003 | Kitt Peak    | Spacewatch           | —         | MPC                           |
| 418566         | 2008 SM154 | 22 set 2008 | Socorro      | LINEAR               | —         | MPC                           |
| 418567         | 2008 ST154 | 22 set 2008 | Socorro      | LINEAR               | —         | MPC                           |
| 418568         | 2008 SM156 | 23 set 2008 | Socorro      | LINEAR               | —         | MPC                           |
| 418569         | 2008 ST157 | 24 ago 2008 | Kitt Peak    | Spacewatch           | —         | MPC                           |
| 418570         | 2008 SD161 | 28 set 2008 | Socorro      | LINEAR               | —         | MPC                           |
| 418571         | 2008 SE169 | 21 set 2008 | Mount Lemmon | Mount Lemmon Survey  | —         | MPC                           |
| 418572         | 2008 SP172 | 22 set 2008 | Mount Lemmon | Mount Lemmon Survey  | Brangane  | MPC                           |
| 418573         | 2008 SA173 | 8 set 2002  | Haleakala    | NEAT                 | —         | MPC                           |
| 418574         | 2008 SU177 | 30 jul 2008 | Mount Lemmon | Mount Lemmon Survey  | Brangane  | MPC                           |
| 418575         | 2008 SY184 | 24 set 2008 | Kitt Peak    | Spacewatch           | —         | MPC                           |
| 418576         | 2008 SD186 | 7 set 2008  | Mount Lemmon | Mount Lemmon Survey  | —         | MPC                           |
| 418577         | 2008 SJ188 | 25 set 2008 | Kitt Peak    | Spacewatch           | —         | MPC                           |
| 418578         | 2008 SO188 | 25 set 2008 | Kitt Peak    | Spacewatch           | —         | MPC                           |
| 418579         | 2008 SM196 | 25 set 2008 | Kitt Peak    | Spacewatch           | Ursula    | MPC                           |
| 418580         | 2008 SB200 | 26 set 2008 | Kitt Peak    | Spacewatch           | —         | MPC                           |
| 418581         | 2008 SM200 | 26 set 2008 | Kitt Peak    | Spacewatch           | —         | MPC                           |
| 418582         | 2008 SM201 | 26 set 2008 | Kitt Peak    | Spacewatch           | —         | MPC                           |
| 418583         | 2008 SS206 | 26 set 2008 | Kitt Peak    | Spacewatch           | —         | MPC                           |
| 418584         | 2008 SM211 | 28 set 2008 | Mount Lemmon | Mount Lemmon Survey  | —         | MPC                           |
| 418585         | 2008 SJ217 | 29 set 2008 | Mount Lemmon | Mount Lemmon Survey  | —         | MPC                           |
| 418586         | 2008 SP218 | 30 set 2008 | La Sagra     | Mallorca Obs.        | —         | MPC                           |
| 418587         | 2008 SL233 | 28 set 2008 | Mount Lemmon | Mount Lemmon Survey  | —         | MPC                           |
| 418588         | 2008 SO233 | 28 set 2008 | Mount Lemmon | Mount Lemmon Survey  | —         | MPC                           |
| 418589         | 2008 SB235 | 19 set 2008 | Kitt Peak    | Spacewatch           | —         | MPC                           |
| 418590         | 2008 SM240 | 29 set 2008 | Kitt Peak    | Spacewatch           | —         | MPC                           |
| 418591         | 2008 SS241 | 29 set 2008 | Catalina     | CSS                  | —         | MPC                           |
| 418592         | 2008 SY242 | 6 set 2008  | Mount Lemmon | Mount Lemmon Survey  | —         | MPC                           |
| 418593         | 2008 SY246 | 30 set 2008 | Catalina     | CSS                  | —         | MPC                           |
| 418594         | 2008 SC248 | 20 set 2008 | Kitt Peak    | Spacewatch           | —         | MPC                           |
| 418595         | 2008 SY253 | 22 set 2008 | Kitt Peak    | Spacewatch           | —         | MPC                           |
| 418596         | 2008 SO257 | 22 set 2008 | Kitt Peak    | Spacewatch           | —         | MPC                           |
| 418597         | 2008 SX258 | 21 out 2003 | Kitt Peak    | Spacewatch           | Brangane  | MPC                           |
| 418598         | 2008 ST259 | 23 set 2008 | Mount Lemmon | Mount Lemmon Survey  | —         | MPC                           |
| 418599         | 2008 SC260 | 31 jan 2006 | Kitt Peak    | Spacewatch           | —         | MPC                           |
| 418600         | 2008 SA261 | 23 set 2008 | Kitt Peak    | Spacewatch           | —         | MPC                           |

## 418601–418700
| Designação | Designação | Descoberta  | Descoberta       | Descobridor(es)     | Categoria | Mais informações / Referência |
| Permanente | Provisória | Data        | Local            | Descobridor(es)     | Categoria | Mais informações / Referência |
| ---------- | ---------- | ----------- | ---------------- | ------------------- | --------- | ----------------------------- |
| 418601     | 2008 SH262 | 24 set 2008 | Kitt Peak        | Spacewatch          | —         | MPC                           |
| 418602     | 2008 SP265 | 29 set 2008 | Kitt Peak        | Spacewatch          | —         | MPC                           |
| 418603     | 2008 SM269 | 22 set 2008 | Mount Lemmon     | Mount Lemmon Survey | —         | MPC                           |
| 418604     | 2008 SY270 | 25 set 2008 | Kitt Peak        | Spacewatch          | —         | MPC                           |
| 418605     | 2008 SM271 | 29 set 2008 | Kitt Peak        | Spacewatch          | —         | MPC                           |
| 418606     | 2008 SJ274 | 20 set 2008 | Kitt Peak        | Spacewatch          | Brangane  | MPC                           |
| 418607     | 2008 SF277 | 19 dez 2003 | Kitt Peak        | Spacewatch          | —         | MPC                           |
| 418608     | 2008 SX277 | 25 set 2008 | Kitt Peak        | Spacewatch          | —         | MPC                           |
| 418609     | 2008 SZ279 | 24 set 2008 | Mount Lemmon     | Mount Lemmon Survey | —         | MPC                           |
| 418610     | 2008 SV286 | 23 set 2008 | Catalina         | CSS                 | —         | MPC                           |
| 418611     | 2008 SQ287 | 16 mar 2005 | Mount Lemmon     | Mount Lemmon Survey | —         | MPC                           |
| 418612     | 2008 SK288 | 24 set 2008 | Catalina         | CSS                 | —         | MPC                           |
| 418613     | 2008 SH291 | 21 set 2008 | Catalina         | CSS                 | —         | MPC                           |
| 418614     | 2008 SJ291 | 22 set 2008 | Catalina         | CSS                 | —         | MPC                           |
| 418615     | 2008 SH300 | 23 set 2008 | Socorro          | LINEAR              | —         | MPC                           |
| 418616     | 2008 SL300 | 23 set 2008 | Catalina         | CSS                 | —         | MPC                           |
| 418617     | 2008 SK302 | 23 set 2008 | Mount Lemmon     | Mount Lemmon Survey | —         | MPC                           |
| 418618     | 2008 SO308 | 30 set 2008 | Catalina         | CSS                 | —         | MPC                           |
| 418619     | 2008 TW5   | 3 out 2008  | La Sagra         | Mallorca Obs.       | —         | MPC                           |
| 418620     | 2008 TS7   | 3 out 2008  | La Sagra         | Mallorca Obs.       | —         | MPC                           |
| 418621     | 2008 TJ10  | 23 set 2008 | Kitt Peak        | Spacewatch          | —         | MPC                           |
| 418622     | 2008 TO14  | 1 out 2008  | Mount Lemmon     | Mount Lemmon Survey | —         | MPC                           |
| 418623     | 2008 TU19  | 22 set 2008 | Mount Lemmon     | Mount Lemmon Survey | Brangane  | MPC                           |
| 418624     | 2008 TZ31  | 1 out 2008  | Kitt Peak        | Spacewatch          | —         | MPC                           |
| 418625     | 2008 TD33  | 1 out 2008  | Kitt Peak        | Spacewatch          | —         | MPC                           |
| 418626     | 2008 TX33  | 1 out 2008  | Kitt Peak        | Spacewatch          | —         | MPC                           |
| 418627     | 2008 TD34  | 7 set 2008  | Mount Lemmon     | Mount Lemmon Survey | —         | MPC                           |
| 418628     | 2008 TW34  | 24 ago 2008 | Kitt Peak        | Spacewatch          | —         | MPC                           |
| 418629     | 2008 TC37  | 1 out 2008  | Mount Lemmon     | Mount Lemmon Survey | —         | MPC                           |
| 418630     | 2008 TF37  | 2 set 2008  | Kitt Peak        | Spacewatch          | —         | MPC                           |
| 418631     | 2008 TT40  | 1 out 2008  | Mount Lemmon     | Mount Lemmon Survey | —         | MPC                           |
| 418632     | 2008 TM42  | 1 out 2008  | Mount Lemmon     | Mount Lemmon Survey | —         | MPC                           |
| 418633     | 2008 TB45  | 1 out 2008  | Mount Lemmon     | Mount Lemmon Survey | —         | MPC                           |
| 418634     | 2008 TL47  | 1 out 2008  | Kitt Peak        | Spacewatch          | —         | MPC                           |
| 418635     | 2008 TA48  | 1 out 2008  | Kitt Peak        | Spacewatch          | —         | MPC                           |
| 418636     | 2008 TE51  | 2 out 2008  | Kitt Peak        | Spacewatch          | —         | MPC                           |
| 418637     | 2008 TE52  | 2 out 2008  | Kitt Peak        | Spacewatch          | —         | MPC                           |
| 418638     | 2008 TL52  | 24 set 2008 | Kitt Peak        | Spacewatch          | —         | MPC                           |
| 418639     | 2008 TM53  | 2 out 2008  | Kitt Peak        | Spacewatch          | —         | MPC                           |
| 418640     | 2008 TM55  | 2 out 2008  | Kitt Peak        | Spacewatch          | —         | MPC                           |
| 418641     | 2008 TD56  | 20 set 2008 | Kitt Peak        | Spacewatch          | —         | MPC                           |
| 418642     | 2008 TS58  | 24 set 2008 | Kitt Peak        | Spacewatch          | —         | MPC                           |
| 418643     | 2008 TO59  | 2 out 2008  | Kitt Peak        | Spacewatch          | —         | MPC                           |
| 418644     | 2008 TU61  | 2 out 2008  | Kitt Peak        | Spacewatch          | —         | MPC                           |
| 418645     | 2008 TH63  | 22 set 2008 | Mount Lemmon     | Mount Lemmon Survey | Brangane  | MPC                           |
| 418646     | 2008 TT65  | 2 out 2008  | Catalina         | CSS                 | —         | MPC                           |
| 418647     | 2008 TJ66  | 2 out 2008  | Kitt Peak        | Spacewatch          | —         | MPC                           |
| 418648     | 2008 TU72  | 2 out 2008  | Kitt Peak        | Spacewatch          | —         | MPC                           |
| 418649     | 2008 TQ76  | 2 out 2008  | Mount Lemmon     | Mount Lemmon Survey | —         | MPC                           |
| 418650     | 2008 TT76  | 3 set 2008  | Kitt Peak        | Spacewatch          | —         | MPC                           |
| 418651     | 2008 TQ83  | 7 set 2008  | Mount Lemmon     | Mount Lemmon Survey | —         | MPC                           |
| 418652     | 2008 TZ83  | 3 out 2008  | Kitt Peak        | Spacewatch          | —         | MPC                           |
| 418653     | 2008 TT84  | 3 out 2008  | Kitt Peak        | Spacewatch          | —         | MPC                           |
| 418654     | 2008 TV84  | 24 set 2008 | Kitt Peak        | Spacewatch          | —         | MPC                           |
| 418655     | 2008 TK87  | 25 set 2008 | Kitt Peak        | Spacewatch          | Ursula    | MPC                           |
| 418656     | 2008 TN91  | 4 out 2008  | La Sagra         | Mallorca Obs.       | —         | MPC                           |
| 418657     | 2008 TM92  | 3 set 2008  | Kitt Peak        | Spacewatch          | —         | MPC                           |
| 418658     | 2008 TV93  | 26 abr 2001 | Kitt Peak        | Spacewatch          | Brangane  | MPC                           |
| 418659     | 2008 TJ101 | 6 set 2008  | Mount Lemmon     | Mount Lemmon Survey | —         | MPC                           |
| 418660     | 2008 TF105 | 6 out 2008  | Kitt Peak        | Spacewatch          | —         | MPC                           |
| 418661     | 2008 TO112 | 6 out 2008  | Catalina         | CSS                 | —         | MPC                           |
| 418662     | 2008 TO118 | 2 set 2008  | Kitt Peak        | Spacewatch          | —         | MPC                           |
| 418663     | 2008 TW118 | 7 out 2008  | Kitt Peak        | Spacewatch          | Brangane  | MPC                           |
| 418664     | 2008 TP127 | 8 out 2008  | Mount Lemmon     | Mount Lemmon Survey | —         | MPC                           |
| 418665     | 2008 TZ128 | 8 out 2008  | Mount Lemmon     | Mount Lemmon Survey | —         | MPC                           |
| 418666     | 2008 TG130 | 8 out 2008  | Mount Lemmon     | Mount Lemmon Survey | Brangane  | MPC                           |
| 418667     | 2008 TO130 | 8 out 2008  | Mount Lemmon     | Mount Lemmon Survey | —         | MPC                           |
| 418668     | 2008 TU130 | 8 out 2008  | Mount Lemmon     | Mount Lemmon Survey | —         | MPC                           |
| 418669     | 2008 TK131 | 8 out 2008  | Mount Lemmon     | Mount Lemmon Survey | —         | MPC                           |
| 418670     | 2008 TW131 | 23 set 2008 | Kitt Peak        | Spacewatch          | —         | MPC                           |
| 418671     | 2008 TY131 | 8 out 2008  | Mount Lemmon     | Mount Lemmon Survey | —         | MPC                           |
| 418672     | 2008 TS138 | 23 set 2008 | Kitt Peak        | Spacewatch          | —         | MPC                           |
| 418673     | 2008 TW147 | 9 out 2008  | Mount Lemmon     | Mount Lemmon Survey | Brangane  | MPC                           |
| 418674     | 2008 TD151 | 9 out 2008  | Mount Lemmon     | Mount Lemmon Survey | —         | MPC                           |
| 418675     | 2008 TA164 | 1 out 2008  | Mount Lemmon     | Mount Lemmon Survey | —         | MPC                           |
| 418676     | 2008 TO164 | 1 out 2008  | Kitt Peak        | Spacewatch          | —         | MPC                           |
| 418677     | 2008 TZ166 | 8 out 2008  | Mount Lemmon     | Mount Lemmon Survey | —         | MPC                           |
| 418678     | 2008 TE168 | 1 out 2008  | Kitt Peak        | Spacewatch          | —         | MPC                           |
| 418679     | 2008 TC169 | 6 out 2008  | Mount Lemmon     | Mount Lemmon Survey | —         | MPC                           |
| 418680     | 2008 TP171 | 6 out 2008  | Catalina         | CSS                 | —         | MPC                           |
| 418681     | 2008 TB172 | 9 out 2008  | Mount Lemmon     | Mount Lemmon Survey | —         | MPC                           |
| 418682     | 2008 TJ172 | 2 out 2008  | Kitt Peak        | Spacewatch          | —         | MPC                           |
| 418683     | 2008 TC174 | 2 out 2008  | Mount Lemmon     | Mount Lemmon Survey | Ursula    | MPC                           |
| 418684     | 2008 TM175 | 8 out 2008  | Kitt Peak        | Spacewatch          | —         | MPC                           |
| 418685     | 2008 TB181 | 3 out 2008  | Mount Lemmon     | Mount Lemmon Survey | —         | MPC                           |
| 418686     | 2008 TJ189 | 10 out 2008 | Mount Lemmon     | Mount Lemmon Survey | —         | MPC                           |
| 418687     | 2008 UG2   | 20 out 2008 | Majdanak         | Spacewatch          | —         | MPC                           |
| 418688     | 2008 UT3   | 22 out 2008 | Bergisch Gladbac | W. Bickel           | —         | MPC                           |
| 418689     | 2008 UQ4   | 24 out 2008 | La Cañada        | La Cañada Obs.      | —         | MPC                           |
| 418690     | 2008 UE6   | 21 out 2008 | Mount Lemmon     | Mount Lemmon Survey | —         | MPC                           |
| 418691     | 2008 UR6   | 22 out 2008 | Andrushivka      | Andrushivka Obs.    | —         | MPC                           |
| 418692     | 2008 UW7   | 17 out 2008 | Kitt Peak        | Spacewatch          | —         | MPC                           |
| 418693     | 2008 UP9   | 2 out 2008  | Mount Lemmon     | Mount Lemmon Survey | —         | MPC                           |
| 418694     | 2008 UP10  | 24 set 2008 | Kitt Peak        | Spacewatch          | —         | MPC                           |
| 418695     | 2008 UF12  | 17 out 2008 | Kitt Peak        | Spacewatch          | —         | MPC                           |
| 418696     | 2008 UH14  | 18 out 2008 | Kitt Peak        | Spacewatch          | Brangane  | MPC                           |
| 418697     | 2008 UV16  | 18 out 2008 | Kitt Peak        | Spacewatch          | —         | MPC                           |
| 418698     | 2008 UB17  | 18 out 2008 | Kitt Peak        | Spacewatch          | —         | MPC                           |
| 418699     | 2008 UB24  | 7 out 2008  | Kitt Peak        | Spacewatch          | Brangane  | MPC                           |
| 418700     | 2008 UM24  | 20 out 2008 | Kitt Peak        | Spacewatch          | —         | MPC                           |

## 418701–418800
| Designação | Designação | Descoberta  | Descoberta      | Descobridor(es)     | Categoria | Mais informações / Referência |
| Permanente | Provisória | Data        | Local           | Descobridor(es)     | Categoria | Mais informações / Referência |
| ---------- | ---------- | ----------- | --------------- | ------------------- | --------- | ----------------------------- |
| 418701     | 2008 US29  | 20 out 2008 | Kitt Peak       | Spacewatch          | —         | MPC                           |
| 418702     | 2008 UY30  | 20 out 2008 | Kitt Peak       | Spacewatch          | —         | MPC                           |
| 418703     | 2008 UE31  | 25 set 2008 | Kitt Peak       | Spacewatch          | —         | MPC                           |
| 418704     | 2008 UP36  | 20 out 2008 | Kitt Peak       | Spacewatch          | —         | MPC                           |
| 418705     | 2008 UU37  | 20 out 2008 | Kitt Peak       | Spacewatch          | —         | MPC                           |
| 418706     | 2008 UL41  | 20 out 2008 | Kitt Peak       | Spacewatch          | —         | MPC                           |
| 418707     | 2008 UH42  | 20 out 2008 | Kitt Peak       | Spacewatch          | —         | MPC                           |
| 418708     | 2008 UO42  | 20 out 2008 | Kitt Peak       | Spacewatch          | —         | MPC                           |
| 418709     | 2008 UC48  | 2 out 2008  | Kitt Peak       | Spacewatch          | —         | MPC                           |
| 418710     | 2008 UO48  | 20 out 2008 | Mount Lemmon    | Mount Lemmon Survey | —         | MPC                           |
| 418711     | 2008 UG53  | 20 out 2008 | Kitt Peak       | Spacewatch          | —         | MPC                           |
| 418712     | 2008 US60  | 21 out 2008 | Kitt Peak       | Spacewatch          | —         | MPC                           |
| 418713     | 2008 UK61  | 21 out 2008 | Kitt Peak       | Spacewatch          | —         | MPC                           |
| 418714     | 2008 UO66  | 21 out 2008 | Kitt Peak       | Spacewatch          | —         | MPC                           |
| 418715     | 2008 UC75  | 21 out 2008 | Kitt Peak       | Spacewatch          | Brangane  | MPC                           |
| 418716     | 2008 UQ78  | 21 out 2008 | Lulin           | LUSS                | —         | MPC                           |
| 418717     | 2008 UR80  | 22 out 2008 | Kitt Peak       | Spacewatch          | —         | MPC                           |
| 418718     | 2008 UP83  | 8 out 2008  | Mount Lemmon    | Mount Lemmon Survey | —         | MPC                           |
| 418719     | 2008 UQ83  | 8 out 2008  | Mount Lemmon    | Mount Lemmon Survey | Brangane  | MPC                           |
| 418720     | 2008 UT87  | 24 out 2008 | Črni Vrh        | Črni Vrh            | —         | MPC                           |
| 418721     | 2008 UX88  | 24 out 2008 | Mount Lemmon    | Mount Lemmon Survey | —         | MPC                           |
| 418722     | 2008 UY90  | 7 out 2008  | Kitt Peak       | Spacewatch          | —         | MPC                           |
| 418723     | 2008 UG96  | 29 set 2008 | Catalina        | CSS                 | —         | MPC                           |
| 418724     | 2008 UK99  | 30 out 2008 | Magdalena Ridge | W. H. Ryan          | —         | MPC                           |
| 418725     | 2008 UO103 | 22 set 2008 | Mount Lemmon    | Mount Lemmon Survey | —         | MPC                           |
| 418726     | 2008 UN106 | 21 out 2008 | Kitt Peak       | Spacewatch          | —         | MPC                           |
| 418727     | 2008 UD110 | 22 out 2008 | Kitt Peak       | Spacewatch          | —         | MPC                           |
| 418728     | 2008 UC111 | 28 set 2008 | Mount Lemmon    | Mount Lemmon Survey | —         | MPC                           |
| 418729     | 2008 UX111 | 22 out 2008 | Kitt Peak       | Spacewatch          | Brangane  | MPC                           |
| 418730     | 2008 UE113 | 9 out 2008  | Kitt Peak       | Spacewatch          | —         | MPC                           |
| 418731     | 2008 UX114 | 22 out 2008 | Kitt Peak       | Spacewatch          | —         | MPC                           |
| 418732     | 2008 UK118 | 22 out 2008 | Kitt Peak       | Spacewatch          | —         | MPC                           |
| 418733     | 2008 UX124 | 22 out 2008 | Kitt Peak       | Spacewatch          | —         | MPC                           |
| 418734     | 2008 UQ127 | 22 out 2008 | Kitt Peak       | Spacewatch          | —         | MPC                           |
| 418735     | 2008 UC130 | 23 out 2008 | Kitt Peak       | Spacewatch          | —         | MPC                           |
| 418736     | 2008 UU133 | 23 out 2008 | Kitt Peak       | Spacewatch          | Brangane  | MPC                           |
| 418737     | 2008 UX133 | 29 jul 2008 | Mount Lemmon    | Mount Lemmon Survey | —         | MPC                           |
| 418738     | 2008 UK135 | 23 out 2008 | Kitt Peak       | Spacewatch          | —         | MPC                           |
| 418739     | 2008 UH139 | 23 out 2008 | Kitt Peak       | Spacewatch          | —         | MPC                           |
| 418740     | 2008 UO144 | 23 out 2008 | Kitt Peak       | Spacewatch          | —         | MPC                           |
| 418741     | 2008 UQ145 | 23 out 2008 | Kitt Peak       | Spacewatch          | —         | MPC                           |
| 418742     | 2008 UG149 | 23 out 2008 | Kitt Peak       | Spacewatch          | —         | MPC                           |
| 418743     | 2008 UO149 | 23 out 2008 | Mount Lemmon    | Mount Lemmon Survey | —         | MPC                           |
| 418744     | 2008 UR152 | 23 out 2008 | Mount Lemmon    | Mount Lemmon Survey | —         | MPC                           |
| 418745     | 2008 UQ155 | 23 out 2008 | Mount Lemmon    | Mount Lemmon Survey | —         | MPC                           |
| 418746     | 2008 UC157 | 23 out 2008 | Mount Lemmon    | Mount Lemmon Survey | —         | MPC                           |
| 418747     | 2008 UP157 | 23 out 2008 | Mount Lemmon    | Mount Lemmon Survey | —         | MPC                           |
| 418748     | 2008 UM158 | 23 out 2008 | Kitt Peak       | Spacewatch          | —         | MPC                           |
| 418749     | 2008 UF162 | 26 set 2008 | Kitt Peak       | Spacewatch          | —         | MPC                           |
| 418750     | 2008 UB165 | 8 out 2008  | Kitt Peak       | Spacewatch          | —         | MPC                           |
| 418751     | 2008 UR168 | 24 out 2008 | Kitt Peak       | Spacewatch          | —         | MPC                           |
| 418752     | 2008 UQ169 | 24 out 2008 | Kitt Peak       | Spacewatch          | —         | MPC                           |
| 418753     | 2008 UP177 | 24 out 2008 | Mount Lemmon    | Mount Lemmon Survey | —         | MPC                           |
| 418754     | 2008 UA188 | 24 out 2008 | Kitt Peak       | Spacewatch          | —         | MPC                           |
| 418755     | 2008 UK189 | 25 out 2008 | Mount Lemmon    | Mount Lemmon Survey | —         | MPC                           |
| 418756     | 2008 UC197 | 27 out 2008 | Catalina        | CSS                 | —         | MPC                           |
| 418757     | 2008 UJ199 | 30 out 2008 | Mount Lemmon    | Mount Lemmon Survey | —         | MPC                           |
| 418758     | 2008 UT204 | 27 set 2008 | Mount Lemmon    | Mount Lemmon Survey | —         | MPC                           |
| 418759     | 2008 UZ204 | 20 out 2008 | Kitt Peak       | Spacewatch          | —         | MPC                           |
| 418760     | 2008 UU208 | 23 out 2008 | Kitt Peak       | Spacewatch          | —         | MPC                           |
| 418761     | 2008 UO209 | 23 out 2008 | Kitt Peak       | Spacewatch          | —         | MPC                           |
| 418762     | 2008 UF211 | 23 out 2008 | Kitt Peak       | Spacewatch          | —         | MPC                           |
| 418763     | 2008 UD224 | 25 out 2008 | Kitt Peak       | Spacewatch          | —         | MPC                           |
| 418764     | 2008 UA227 | 25 out 2008 | Kitt Peak       | Spacewatch          | —         | MPC                           |
| 418765     | 2008 UY227 | 25 out 2008 | Kitt Peak       | Spacewatch          | —         | MPC                           |
| 418766     | 2008 UU239 | 26 out 2008 | Kitt Peak       | Spacewatch          | —         | MPC                           |
| 418767     | 2008 UP242 | 26 out 2008 | Kitt Peak       | Spacewatch          | —         | MPC                           |
| 418768     | 2008 UX242 | 22 out 2008 | Kitt Peak       | Spacewatch          | —         | MPC                           |
| 418769     | 2008 UB254 | 27 out 2008 | Kitt Peak       | Spacewatch          | —         | MPC                           |
| 418770     | 2008 UW262 | 27 out 2008 | Kitt Peak       | Spacewatch          | —         | MPC                           |
| 418771     | 2008 UZ262 | 27 out 2008 | Kitt Peak       | Spacewatch          | —         | MPC                           |
| 418772     | 2008 UW263 | 28 out 2008 | Kitt Peak       | Spacewatch          | —         | MPC                           |
| 418773     | 2008 UQ264 | 9 out 2008  | Kitt Peak       | Spacewatch          | Brangane  | MPC                           |
| 418774     | 2008 UA265 | 28 set 2008 | Mount Lemmon    | Mount Lemmon Survey | —         | MPC                           |
| 418775     | 2008 UO267 | 28 out 2008 | Kitt Peak       | Spacewatch          | —         | MPC                           |
| 418776     | 2008 UZ267 | 25 set 2008 | Kitt Peak       | Spacewatch          | —         | MPC                           |
| 418777     | 2008 UX272 | 28 out 2008 | Kitt Peak       | Spacewatch          | —         | MPC                           |
| 418778     | 2008 UJ276 | 28 out 2008 | Mount Lemmon    | Mount Lemmon Survey | —         | MPC                           |
| 418779     | 2008 UV276 | 7 out 2008  | Kitt Peak       | Spacewatch          | —         | MPC                           |
| 418780     | 2008 UU280 | 27 set 2008 | Mount Lemmon    | Mount Lemmon Survey | —         | MPC                           |
| 418781     | 2008 UP290 | 28 out 2008 | Kitt Peak       | Spacewatch          | Brangane  | MPC                           |
| 418782     | 2008 UG298 | 21 out 2008 | Kitt Peak       | Spacewatch          | —         | MPC                           |
| 418783     | 2008 UU302 | 29 out 2008 | Kitt Peak       | Spacewatch          | —         | MPC                           |
| 418784     | 2008 UB314 | 30 out 2008 | Mount Lemmon    | Mount Lemmon Survey | Ursula    | MPC                           |
| 418785     | 2008 US322 | 31 out 2008 | Mount Lemmon    | Mount Lemmon Survey | —         | MPC                           |
| 418786     | 2008 UU322 | 28 set 2008 | Mount Lemmon    | Mount Lemmon Survey | —         | MPC                           |
| 418787     | 2008 UH323 | 31 out 2008 | Catalina        | CSS                 | —         | MPC                           |
| 418788     | 2008 UF330 | 2 out 2008  | Kitt Peak       | Spacewatch          | Brangane  | MPC                           |
| 418789     | 2008 UR337 | 20 out 2008 | Kitt Peak       | Spacewatch          | —         | MPC                           |
| 418790     | 2008 UJ346 | 31 out 2008 | Mount Lemmon    | Mount Lemmon Survey | —         | MPC                           |
| 418791     | 2008 UR347 | 23 out 2008 | Kitt Peak       | Spacewatch          | —         | MPC                           |
| 418792     | 2008 UX357 | 25 out 2008 | Catalina        | CSS                 | —         | MPC                           |
| 418793     | 2008 UD358 | 25 out 2008 | Kitt Peak       | Spacewatch          | —         | MPC                           |
| 418794     | 2008 UP364 | 28 out 2008 | Catalina        | CSS                 | —         | MPC                           |
| 418795     | 2008 UM366 | 20 out 2008 | Mount Lemmon    | Mount Lemmon Survey | —         | MPC                           |
| 418796     | 2008 UN366 | 20 out 2008 | Mount Lemmon    | Mount Lemmon Survey | —         | MPC                           |
| 418797     | 2008 VF    | 1 nov 2008  | Socorro         | LINEAR              | —         | MPC                           |
| 418798     | 2008 VY    | 29 out 2008 | Mount Lemmon    | Mount Lemmon Survey | Brangane  | MPC                           |
| 418799     | 2008 VN10  | 2 nov 2008  | Mount Lemmon    | Mount Lemmon Survey | —         | MPC                           |
| 418800     | 2008 VT14  | 9 nov 2008  | La Sagra        | Mallorca Obs.       | —         | MPC                           |

## 418801–418900
| Designação  | Designação | Descoberta  | Descoberta     | Descobridor(es)     | Categoria | Mais informações / Referência |
| Permanente  | Provisória | Data        | Local          | Descobridor(es)     | Categoria | Mais informações / Referência |
| ----------- | ---------- | ----------- | -------------- | ------------------- | --------- | ----------------------------- |
| 418801      | 2008 VO15  | 1 nov 2008  | Kitt Peak      | Spacewatch          | —         | MPC                           |
| 418802      | 2008 VN16  | 1 nov 2008  | Kitt Peak      | Spacewatch          | —         | MPC                           |
| 418803      | 2008 VG18  | 1 nov 2008  | Kitt Peak      | Spacewatch          | —         | MPC                           |
| 418804      | 2008 VU20  | 1 nov 2008  | Mount Lemmon   | Mount Lemmon Survey | —         | MPC                           |
| 418805      | 2008 VT22  | 23 set 2008 | Mount Lemmon   | Mount Lemmon Survey | —         | MPC                           |
| 418806      | 2008 VO25  | 2 nov 2008  | Kitt Peak      | Spacewatch          | —         | MPC                           |
| 418807      | 2008 VL26  | 2 nov 2008  | Kitt Peak      | Spacewatch          | —         | MPC                           |
| 418808      | 2008 VB29  | 2 nov 2008  | Kitt Peak      | Spacewatch          | —         | MPC                           |
| 418809      | 2008 VO30  | 2 nov 2008  | Kitt Peak      | Spacewatch          | —         | MPC                           |
| 418810      | 2008 VJ32  | 7 out 2008  | Mount Lemmon   | Mount Lemmon Survey | —         | MPC                           |
| 418811      | 2008 VQ36  | 29 nov 2003 | Kitt Peak      | Spacewatch          | Brangane  | MPC                           |
| 418812      | 2008 VF39  | 2 nov 2008  | Catalina       | CSS                 | —         | MPC                           |
| 418813      | 2008 VP39  | 2 nov 2008  | Kitt Peak      | Spacewatch          | —         | MPC                           |
| 418814      | 2008 VC41  | 22 out 2008 | Kitt Peak      | Spacewatch          | —         | MPC                           |
| 418815      | 2008 VQ45  | 3 nov 2008  | Kitt Peak      | Spacewatch          | Brangane  | MPC                           |
| 418816      | 2008 VY46  | 20 out 2008 | Kitt Peak      | Spacewatch          | —         | MPC                           |
| 418817      | 2008 VE56  | 7 mar 2005  | Socorro        | LINEAR              | Brangane  | MPC                           |
| 418818      | 2008 VP57  | 6 nov 2008  | Mount Lemmon   | Mount Lemmon Survey | —         | MPC                           |
| 418819      | 2008 VQ61  | 8 nov 2008  | Mount Lemmon   | Mount Lemmon Survey | —         | MPC                           |
| 418820      | 2008 VF66  | 1 nov 2008  | Kitt Peak      | Spacewatch          | —         | MPC                           |
| 418821      | 2008 VH67  | 7 nov 2008  | Catalina       | CSS                 | —         | MPC                           |
| 418822      | 2008 VO71  | 7 nov 2008  | Mount Lemmon   | Mount Lemmon Survey | —         | MPC                           |
| 418823      | 2008 VX76  | 2 nov 2008  | Mount Lemmon   | Mount Lemmon Survey | —         | MPC                           |
| 418824      | 2008 VY78  | 8 nov 2008  | Mount Lemmon   | Mount Lemmon Survey | —         | MPC                           |
| 418825      | 2008 VQ79  | 9 nov 2008  | Kitt Peak      | Spacewatch          | —         | MPC                           |
| 418826      | 2008 VB80  | 8 nov 2008  | Kitt Peak      | Spacewatch          | —         | MPC                           |
| 418827      | 2008 VQ80  | 28 dez 2003 | Socorro        | LINEAR              | —         | MPC                           |
| 418828      | 2008 WN3   | 29 out 2008 | Kitt Peak      | Spacewatch          | —         | MPC                           |
| 418829      | 2008 WB4   | 9 mar 2005  | Catalina       | CSS                 | —         | MPC                           |
| 418830      | 2008 WJ5   | 17 nov 2008 | Kitt Peak      | Spacewatch          | —         | MPC                           |
| 418831      | 2008 WA6   | 17 nov 2008 | Kitt Peak      | Spacewatch          | —         | MPC                           |
| 418832      | 2008 WM8   | 17 nov 2008 | Kitt Peak      | Spacewatch          | —         | MPC                           |
| 418833      | 2008 WJ18  | 23 set 2008 | Mount Lemmon   | Mount Lemmon Survey | —         | MPC                           |
| 418834      | 2008 WH22  | 23 set 2008 | Kitt Peak      | Spacewatch          | —         | MPC                           |
| 418835      | 2008 WH23  | 18 nov 2008 | Catalina       | CSS                 | —         | MPC                           |
| 418836      | 2008 WL28  | 27 out 2008 | Mount Lemmon   | Mount Lemmon Survey | —         | MPC                           |
| 418837      | 2008 WW29  | 19 nov 2008 | Mount Lemmon   | Mount Lemmon Survey | —         | MPC                           |
| 418838      | 2008 WD33  | 17 nov 2008 | Farra d'Isonzo | Farra d'Isonzo      | —         | MPC                           |
| 418839      | 2008 WM33  | 17 nov 2008 | Kitt Peak      | Spacewatch          | —         | MPC                           |
| 418840      | 2008 WX33  | 29 set 2008 | Mount Lemmon   | Mount Lemmon Survey | —         | MPC                           |
| 418841      | 2008 WZ34  | 17 nov 2008 | Kitt Peak      | Spacewatch          | —         | MPC                           |
| 418842      | 2008 WT48  | 18 nov 2008 | Catalina       | CSS                 | —         | MPC                           |
| 418843      | 2008 WW51  | 9 out 2008  | Kitt Peak      | Spacewatch          | —         | MPC                           |
| 418844      | 2008 WZ55  | 20 out 2008 | Kitt Peak      | Spacewatch          | —         | MPC                           |
| 418845      | 2008 WM59  | 18 nov 2008 | Socorro        | LINEAR              | —         | MPC                           |
| 418846      | 2008 WJ60  | 23 nov 2008 | Mount Lemmon   | Mount Lemmon Survey | —         | MPC                           |
| 418847      | 2008 WR60  | 20 out 2008 | Kitt Peak      | Spacewatch          | —         | MPC                           |
| 418848      | 2008 WL62  | 17 nov 2008 | Kitt Peak      | Spacewatch          | —         | MPC                           |
| 418849      | 2008 WM64  | 24 nov 2008 | Mount Lemmon   | Mount Lemmon Survey | —         | MPC                           |
| 418850      | 2008 WQ66  | 18 nov 2008 | Kitt Peak      | Spacewatch          | —         | MPC                           |
| 418851      | 2008 WE75  | 20 nov 2008 | Kitt Peak      | Spacewatch          | Brangane  | MPC                           |
| 418852      | 2008 WH78  | 20 nov 2008 | Kitt Peak      | Spacewatch          | Ursula    | MPC                           |
| 418853      | 2008 WJ87  | 6 out 2008  | Mount Lemmon   | Mount Lemmon Survey | —         | MPC                           |
| 418854      | 2008 WO88  | 21 nov 2008 | Kitt Peak      | Spacewatch          | —         | MPC                           |
| 418855      | 2008 WM92  | 20 out 2008 | Kitt Peak      | Spacewatch          | Brangane  | MPC                           |
| 418856      | 2008 WT92  | 29 set 2008 | Socorro        | LINEAR              | —         | MPC                           |
| 418857      | 2008 WD98  | 19 nov 2008 | Kitt Peak      | Spacewatch          | —         | MPC                           |
| 418858      | 2008 WA102 | 30 nov 2008 | Socorro        | LINEAR              | —         | MPC                           |
| 418859      | 2008 WL102 | 19 nov 2008 | Catalina       | CSS                 | —         | MPC                           |
| 418860      | 2008 WF105 | 30 nov 2008 | Mount Lemmon   | Mount Lemmon Survey | —         | MPC                           |
| 418861      | 2008 WG105 | 30 nov 2008 | Mount Lemmon   | Mount Lemmon Survey | —         | MPC                           |
| 418862      | 2008 WM109 | 4 nov 2008  | Kitt Peak      | Spacewatch          | —         | MPC                           |
| 418863      | 2008 WA110 | 30 nov 2008 | Kitt Peak      | Spacewatch          | —         | MPC                           |
| 418864      | 2008 WS133 | 11 fev 2004 | Palomar        | NEAT                | —         | MPC                           |
| 418865      | 2008 WR134 | 24 nov 2008 | Mount Lemmon   | Mount Lemmon Survey | —         | MPC                           |
| 418866      | 2008 WR135 | 19 nov 2008 | Kitt Peak      | Spacewatch          | —         | MPC                           |
| 418867      | 2008 WJ137 | 22 nov 2008 | Socorro        | LINEAR              | —         | MPC                           |
| 418868      | 2008 WA139 | 30 nov 2008 | Socorro        | LINEAR              | —         | MPC                           |
| 418869      | 2008 WN139 | 30 nov 2008 | Socorro        | LINEAR              | —         | MPC                           |
| 418870      | 2008 XV4   | 3 dez 2008  | Socorro        | LINEAR              | —         | MPC                           |
| 418871      | 2008 XB5   | 4 dez 2008  | Socorro        | LINEAR              | —         | MPC                           |
| 418872      | 2008 XS7   | 1 dez 2008  | Kitt Peak      | Spacewatch          | —         | MPC                           |
| 418873      | 2008 XL11  | 11 mar 2005 | Kitt Peak      | Spacewatch          | —         | MPC                           |
| 418874      | 2008 XR25  | 27 out 2008 | Kitt Peak      | Spacewatch          | —         | MPC                           |
| 418875      | 2008 XM44  | 8 out 2002  | Kitt Peak      | Spacewatch          | —         | MPC                           |
| 418876      | 2008 XR52  | 2 dez 2008  | Mount Lemmon   | Mount Lemmon Survey | —         | MPC                           |
| 418877      | 2008 YK21  | 21 dez 2008 | Mount Lemmon   | Mount Lemmon Survey | —         | MPC                           |
| 418878      | 2008 YB22  | 21 dez 2008 | Mount Lemmon   | Mount Lemmon Survey | —         | MPC                           |
| 418879      | 2008 YN28  | 28 dez 2008 | Piszkéstető    | K. Sárneczky        | —         | MPC                           |
| 418880      | 2008 YT33  | 28 dez 2008 | Dauban         | F. Kugel            | —         | MPC                           |
| 418881      | 2008 YN65  | 1 dez 2008  | Mount Lemmon   | Mount Lemmon Survey | —         | MPC                           |
| 418882      | 2008 YD74  | 5 dez 2008  | Mount Lemmon   | Mount Lemmon Survey | —         | MPC                           |
| 418883      | 2008 YH88  | 30 nov 2008 | Mount Lemmon   | Mount Lemmon Survey | —         | MPC                           |
| 418884      | 2008 YW99  | 29 dez 2008 | Kitt Peak      | Spacewatch          | —         | MPC                           |
| 418885      | 2008 YQ104 | 29 dez 2008 | Kitt Peak      | Spacewatch          | —         | MPC                           |
| 418886      | 2008 YV104 | 21 dez 2008 | Kitt Peak      | Spacewatch          | —         | MPC                           |
| 418887      | 2008 YF115 | 29 dez 2008 | Kitt Peak      | Spacewatch          | —         | MPC                           |
| 418888      | 2008 YB126 | 30 dez 2008 | Kitt Peak      | Spacewatch          | —         | MPC                           |
| 418889      | 2008 YP135 | 6 dez 2002  | Socorro        | LINEAR              | —         | MPC                           |
| 418890      | 2008 YE148 | 31 dez 2008 | Kitt Peak      | Spacewatch          | —         | MPC                           |
| 418891 Vizi | 2008 YK148 | 31 dez 2008 | Piszkéstető    | K. Sárneczky        | —         | MPC                           |
| 418892      | 2008 YC167 | 21 dez 2008 | Kitt Peak      | Spacewatch          | —         | MPC                           |
| 418893      | 2008 YQ170 | 30 dez 2008 | Catalina       | CSS                 | —         | MPC                           |
| 418894      | 2008 YT171 | 22 dez 2008 | Kitt Peak      | Spacewatch          | —         | MPC                           |
| 418895      | 2009 AM1   | 24 out 2008 | Mount Lemmon   | Mount Lemmon Survey | Brangane  | MPC                           |
| 418896      | 2009 AK15  | 6 jan 2009  | Siding Spring  | SSS                 | —         | MPC                           |
| 418897      | 2009 AC25  | 3 jan 2009  | Kitt Peak      | Spacewatch          | —         | MPC                           |
| 418898      | 2009 AT37  | 21 dez 2008 | Mount Lemmon   | Mount Lemmon Survey | —         | MPC                           |
| 418899      | 2009 AY49  | 15 jan 2009 | Kitt Peak      | Spacewatch          | —         | MPC                           |
| 418900      | 2009 BE2   | 16 jan 2009 | Kitt Peak      | Spacewatch          | —         | MPC                           |

## 418901–419000
| Designação | Designação | Descoberta  | Descoberta   | Descobridor(es)                          | Categoria | Mais informações / Referência |
| Permanente | Provisória | Data        | Local        | Descobridor(es)                          | Categoria | Mais informações / Referência |
| ---------- | ---------- | ----------- | ------------ | ---------------------------------------- | --------- | ----------------------------- |
| 418901     | 2009 BX22  | 17 jan 2009 | Kitt Peak    | Spacewatch                               | —         | MPC                           |
| 418902     | 2009 BE47  | 16 jan 2009 | Kitt Peak    | Spacewatch                               | —         | MPC                           |
| 418903     | 2009 BB48  | 16 jan 2009 | Mount Lemmon | Mount Lemmon Survey                      | —         | MPC                           |
| 418904     | 2009 BZ69  | 25 jan 2009 | Catalina     | CSS                                      | —         | MPC                           |
| 418905     | 2009 BX72  | 29 jan 2009 | Dauban       | F. Kugel                                 | —         | MPC                           |
| 418906     | 2009 BA76  | 25 jan 2009 | Catalina     | CSS                                      | —         | MPC                           |
| 418907     | 2009 BY79  | 31 jan 2009 | Socorro      | LINEAR                                   | —         | MPC                           |
| 418908     | 2009 BX92  | 25 jan 2009 | Kitt Peak    | Spacewatch                               | —         | MPC                           |
| 418909     | 2009 BS148 | 31 jan 2009 | Kitt Peak    | Spacewatch                               | —         | MPC                           |
| 418910     | 2009 BO158 | 31 jan 2009 | Kitt Peak    | Spacewatch                               | —         | MPC                           |
| 418911     | 2009 BZ164 | 31 jan 2009 | Kitt Peak    | Spacewatch                               | —         | MPC                           |
| 418912     | 2009 BR172 | 18 jan 2009 | Mount Lemmon | Mount Lemmon Survey                      | —         | MPC                           |
| 418913     | 2009 BU177 | 31 jan 2009 | Mount Lemmon | Mount Lemmon Survey                      | —         | MPC                           |
| 418914     | 2009 BW177 | 31 jan 2009 | Kitt Peak    | Spacewatch                               | —         | MPC                           |
| 418915     | 2009 BN181 | 19 jan 2009 | Mount Lemmon | Mount Lemmon Survey                      | —         | MPC                           |
| 418916     | 2009 BX182 | 20 jan 2009 | Kitt Peak    | Spacewatch                               | —         | MPC                           |
| 418917     | 2009 BH188 | 29 jan 2009 | Mount Lemmon | Mount Lemmon Survey                      | —         | MPC                           |
| 418918     | 2009 CT26  | 1 fev 2009  | Kitt Peak    | Spacewatch                               | —         | MPC                           |
| 418919     | 2009 CN27  | 1 fev 2009  | Kitt Peak    | Spacewatch                               | —         | MPC                           |
| 418920     | 2009 CZ31  | 1 fev 2009  | Kitt Peak    | Spacewatch                               | —         | MPC                           |
| 418921     | 2009 CV32  | 1 fev 2009  | Kitt Peak    | Spacewatch                               | —         | MPC                           |
| 418922     | 2009 CL36  | 3 fev 2009  | Kitt Peak    | Spacewatch                               | —         | MPC                           |
| 418923     | 2009 CH39  | 13 fev 2009 | Kitt Peak    | Spacewatch                               | —         | MPC                           |
| 418924     | 2009 CO39  | 14 fev 2009 | Calar Alto   | F. Hormuth                               | —         | MPC                           |
| 418925     | 2009 CZ45  | 14 fev 2009 | Kitt Peak    | Spacewatch                               | —         | MPC                           |
| 418926     | 2009 CG51  | 14 fev 2009 | La Sagra     | Mallorca Obs.                            | —         | MPC                           |
| 418927     | 2009 CQ62  | 25 mar 2006 | Kitt Peak    | Spacewatch                               | —         | MPC                           |
| 418928     | 2009 DJ1   | 18 fev 2009 | Wildberg     | R. Apitzsch                              | —         | MPC                           |
| 418929     | 2009 DM1   | 19 fev 2009 | Catalina     | CSS                                      | —         | MPC                           |
| 418930     | 2009 DG2   | 16 fev 2009 | Dauban       | F. Kugel                                 | —         | MPC                           |
| 418931     | 2009 DM6   | 25 jan 2009 | Kitt Peak    | Spacewatch                               | Flora     | MPC                           |
| 418932     | 2009 DL11  | 19 fev 2009 | Dauban       | F. Kugel                                 | —         | MPC                           |
| 418933     | 2009 DV20  | 19 fev 2009 | Kitt Peak    | Spacewatch                               | —         | MPC                           |
| 418934     | 2009 DL21  | 19 fev 2009 | Kitt Peak    | Spacewatch                               | —         | MPC                           |
| 418935     | 2009 DJ59  | 22 fev 2009 | Kitt Peak    | Spacewatch                               | —         | MPC                           |
| 418936     | 2009 DU59  | 22 fev 2009 | Kitt Peak    | Spacewatch                               | —         | MPC                           |
| 418937     | 2009 DT72  | 3 fev 2009  | Kitt Peak    | Spacewatch                               | —         | MPC                           |
| 418938     | 2009 DB74  | 26 fev 2009 | Catalina     | CSS                                      | —         | MPC                           |
| 418939     | 2009 DH78  | 21 fev 2009 | Kitt Peak    | Spacewatch                               | —         | MPC                           |
| 418940     | 2009 DA89  | 24 fev 2009 | Mount Lemmon | Mount Lemmon Survey                      | —         | MPC                           |
| 418941     | 2009 DJ92  | 28 fev 2009 | Kitt Peak    | Spacewatch                               | —         | MPC                           |
| 418942     | 2009 DC95  | 14 mar 2002 | Kitt Peak    | Spacewatch                               | —         | MPC                           |
| 418943     | 2009 DQ102 | 26 fev 2009 | Kitt Peak    | Spacewatch                               | —         | MPC                           |
| 418944     | 2009 DB106 | 26 fev 2009 | Kitt Peak    | Spacewatch                               | —         | MPC                           |
| 418945     | 2009 DA129 | 24 fev 2009 | Mount Lemmon | Mount Lemmon Survey                      | —         | MPC                           |
| 418946     | 2009 DV135 | 4 ago 2003  | Kitt Peak    | Spacewatch                               | —         | MPC                           |
| 418947     | 2009 ED3   | 15 mar 2009 | Catalina     | CSS                                      | —         | MPC                           |
| 418948     | 2009 EU20  | 15 mar 2009 | Kitt Peak    | Spacewatch                               | —         | MPC                           |
| 418949     | 2009 EM22  | 21 out 2007 | Mount Lemmon | Mount Lemmon Survey                      | —         | MPC                           |
| 418950     | 2009 EK24  | 1 mar 2009  | Mount Lemmon | Mount Lemmon Survey                      | —         | MPC                           |
| 418951     | 2009 ER30  | 1 mar 2009  | Kitt Peak    | Spacewatch                               | Pallas    | MPC                           |
| 418952     | 2009 FW6   | 16 mar 2009 | Kitt Peak    | Spacewatch                               | —         | MPC                           |
| 418953     | 2009 FN24  | 20 mar 2009 | La Sagra     | Mallorca Obs.                            | —         | MPC                           |
| 418954     | 2009 FN31  | 19 mar 2009 | Kitt Peak    | Spacewatch                               | —         | MPC                           |
| 418955     | 2009 FW51  | 28 mar 2009 | Mount Lemmon | Mount Lemmon Survey                      | —         | MPC                           |
| 418956     | 2009 FY62  | 26 mar 2009 | Kitt Peak    | Spacewatch                               | —         | MPC                           |
| 418957     | 2009 FR70  | 21 mar 2009 | Catalina     | CSS                                      | —         | MPC                           |
| 418958     | 2009 FZ70  | 27 mar 2009 | Mount Lemmon | Mount Lemmon Survey                      | —         | MPC                           |
| 418959     | 2009 FW74  | 24 mar 2009 | Mount Lemmon | Mount Lemmon Survey                      | —         | MPC                           |
| 418960     | 2009 FG76  | 26 mar 2009 | Mount Lemmon | Mount Lemmon Survey                      | —         | MPC                           |
| 418961     | 2009 GH    | 20 jan 2009 | Mount Lemmon | Mount Lemmon Survey                      | —         | MPC                           |
| 418962     | 2009 GC6   | 2 abr 2009  | Kitt Peak    | Spacewatch                               | —         | MPC                           |
| 418963     | 2009 HC4   | 17 abr 2009 | Kitt Peak    | Spacewatch                               | Juno      | MPC                           |
| 418964     | 2009 HL13  | 17 abr 2009 | Catalina     | CSS                                      | —         | MPC                           |
| 418965     | 2009 HP14  | 30 mai 2006 | Mount Lemmon | Mount Lemmon Survey                      | —         | MPC                           |
| 418966     | 2009 HO21  | 16 abr 2009 | Catalina     | CSS                                      | —         | MPC                           |
| 418967     | 2009 HE29  | 19 abr 2009 | Kitt Peak    | Spacewatch                               | —         | MPC                           |
| 418968     | 2009 HX34  | 20 abr 2009 | Mount Lemmon | Mount Lemmon Survey                      | —         | MPC                           |
| 418969     | 2009 HX50  | 21 abr 2009 | Kitt Peak    | Spacewatch                               | —         | MPC                           |
| 418970     | 2009 HA56  | 17 mar 2009 | Kitt Peak    | Spacewatch                               | —         | MPC                           |
| 418971     | 2009 HQ62  | 17 abr 2009 | Kitt Peak    | Spacewatch                               | —         | MPC                           |
| 418972     | 2009 HV68  | 21 abr 2009 | Mount Lemmon | Mount Lemmon Survey                      | Mitidika  | MPC                           |
| 418973     | 2009 HW74  | 1 abr 2009  | Kitt Peak    | Spacewatch                               | —         | MPC                           |
| 418974     | 2009 HE90  | 19 abr 2009 | Mount Lemmon | Mount Lemmon Survey                      | —         | MPC                           |
| 418975     | 2009 HW91  | 29 abr 2009 | Kitt Peak    | Spacewatch                               | —         | MPC                           |
| 418976     | 2009 HA100 | 27 abr 2009 | Mount Lemmon | Mount Lemmon Survey                      | —         | MPC                           |
| 418977     | 2009 HM100 | 29 abr 2009 | Kitt Peak    | Spacewatch                               | —         | MPC                           |
| 418978     | 2009 HG105 | 17 out 2007 | Mount Lemmon | Mount Lemmon Survey                      | —         | MPC                           |
| 418979     | 2009 HJ106 | 18 abr 2009 | Mount Lemmon | Mount Lemmon Survey                      | —         | MPC                           |
| 418980     | 2009 JO7   | 29 abr 2009 | Mount Lemmon | Mount Lemmon Survey                      | Phocaea   | MPC                           |
| 418981     | 2009 JG8   | 13 mai 2009 | Kitt Peak    | Spacewatch                               | —         | MPC                           |
| 418982     | 2009 JQ11  | 23 abr 2009 | Kitt Peak    | Spacewatch                               | —         | MPC                           |
| 418983     | 2009 KS1   | 21 abr 2009 | Kitt Peak    | Spacewatch                               | —         | MPC                           |
| 418984     | 2009 KZ1   | 18 mai 2009 | Skylive      | F. Tozzi                                 | —         | MPC                           |
| 418985     | 2009 KL6   | 25 mai 2009 | Kitt Peak    | Spacewatch                               | —         | MPC                           |
| 418986     | 2009 KJ9   | 24 mai 2009 | Kitt Peak    | Spacewatch                               | —         | MPC                           |
| 418987     | 2009 KX11  | 25 mar 2009 | Mount Lemmon | Mount Lemmon Survey                      | —         | MPC                           |
| 418988     | 2009 KT14  | 17 abr 2009 | Mount Lemmon | Mount Lemmon Survey                      | —         | MPC                           |
| 418989     | 2009 KA16  | 27 abr 2009 | Kitt Peak    | Spacewatch                               | —         | MPC                           |
| 418990     | 2009 KY18  | 27 mai 2009 | Mount Lemmon | Mount Lemmon Survey                      | —         | MPC                           |
| 418991     | 2009 LB6   | 21 dez 2003 | Kitt Peak    | Spacewatch                               | —         | MPC                           |
| 418992     | 2009 ME3   | 27 mai 2009 | Mount Lemmon | Mount Lemmon Survey                      | —         | MPC                           |
| 418993     | 2009 MS9   | 25 jun 2009 | Mauna Kea    | J.-M. Petit, B. Gladman, J. J. Kavelaars | —         | MPC                           |
| 418994     | 2009 NG    | 4 jul 2009  | La Sagra     | Mallorca Obs.                            | —         | MPC                           |
| 418995     | 2009 OP    | 16 jul 2009 | La Sagra     | Mallorca Obs.                            | —         | MPC                           |
| 418996     | 2009 OH10  | 29 jul 2009 | La Sagra     | Mallorca Obs.                            | —         | MPC                           |
| 418997     | 2009 OP10  | 27 jul 2009 | Kitt Peak    | Spacewatch                               | —         | MPC                           |
| 418998     | 2009 OY10  | 28 jul 2009 | Catalina     | CSS                                      | —         | MPC                           |
| 418999     | 2009 OE12  | 16 jun 2009 | Mount Lemmon | Mount Lemmon Survey                      | —         | MPC                           |
| 419000     | 2009 OW13  | 24 jan 2007 | Mount Lemmon | Mount Lemmon Survey                      | —         | MPC                           |